# Llista d'asteroides (241001-242000)
Llista d'asteroides del 241.001 al 242.000, amb data de descoberta i descobridor. És un fragment de la llista d'asteroides completa. Als asteroides se'ls dona un número quan es confirma la seva òrbita, per tant apareixen llistats aproximadament segons la data de descobriment.

## 241001-241100
| Nom          | Designació provisional | Data de descobriment   | Lloc de descobriment | Descobridor/s        |
| ------------ | ---------------------- | ---------------------- | -------------------- | -------------------- |
| 241001       | 2006 KF86              | 23 de maig de 2006     | Anderson Mesa        | LONEOS               |
| 241002       | 2006 KE92              | 25 de maig de 2006     | Kitt Peak            | Spacewatch           |
| 241003       | 2006 KA119             | 30 de maig de 2006     | Kitt Peak            | Spacewatch           |
| 241004       | 2006 KR121             | 28 de maig de 2006     | Catalina             | CSS                  |
| 241005       | 2006 LE5               | 4 de juny de 2006      | Mount Lemmon         | Mt. Lemmon Survey    |
| 241006       | 2006 LV7               | 14 de juny de 2006     | Siding Spring        | Siding Spring Survey |
| 241007       | 2006 MP2               | 16 de juny de 2006     | Kitt Peak            | Spacewatch           |
| 241008       | 2006 MQ5               | 17 de juny de 2006     | Kitt Peak            | Spacewatch           |
| 241009       | 2006 MJ12              | 16 de juny de 2006     | Kitt Peak            | Spacewatch           |
| 241010       | 2006 MK12              | 16 de juny de 2006     | Palomar              | NEAT                 |
| 241011       | 2006 OP11              | 20 de juliol de 2006   | Lulin                | LUSS                 |
| 241012       | 2006 OQ14              | 24 de juliol de 2006   | Bergisch Gladbac     | W. Bickel            |
| 241013       | 2006 PW13              | 14 d'agost de 2006     | Siding Spring        | Siding Spring Survey |
| 241014       | 2006 PS34              | 11 d'agost de 2006     | Palomar              | NEAT                 |
| 241015       | 2006 PH36              | 12 d'agost de 2006     | Palomar              | NEAT                 |
| 241016       | 2006 PY43              | 14 d'agost de 2006     | Siding Spring        | Siding Spring Survey |
| 241017       | 2006 QN9               | 19 d'agost de 2006     | Palomar              | NEAT                 |
| 241018       | 2006 QJ13              | 16 d'agost de 2006     | Siding Spring        | Siding Spring Survey |
| 241019       | 2006 QS29              | 17 d'agost de 2006     | Palomar              | NEAT                 |
| 241020       | 2006 QC30              | 19 d'agost de 2006     | Palomar              | NEAT                 |
| 241021       | 2006 QP30              | 21 d'agost de 2006     | Palomar              | NEAT                 |
| 241022       | 2006 QL31              | 22 d'agost de 2006     | Pla D'Arguines       | R. Ferrando          |
| 241023       | 2006 QA36              | 19 d'agost de 2006     | Palomar              | NEAT                 |
| 241024       | 2006 QW46              | 20 d'agost de 2006     | Palomar              | NEAT                 |
| 241025       | 2006 QF47              | 20 d'agost de 2006     | Palomar              | NEAT                 |
| 241026       | 2006 QR63              | 24 d'agost de 2006     | Palomar              | NEAT                 |
| 241027       | 2006 QJ69              | 21 d'agost de 2006     | Kitt Peak            | Spacewatch           |
| 241028       | 2006 QV79              | 24 d'agost de 2006     | Socorro              | LINEAR               |
| 241029       | 2006 QY88              | 27 d'agost de 2006     | Kitt Peak            | Spacewatch           |
| 241030       | 2006 QA91              | 16 d'agost de 2006     | Palomar              | NEAT                 |
| 241031       | 2006 QD94              | 16 d'agost de 2006     | Palomar              | NEAT                 |
| 241032       | 2006 QE99              | 23 d'agost de 2006     | Palomar              | NEAT                 |
| 241033       | 2006 QB109             | 28 d'agost de 2006     | Kitt Peak            | Spacewatch           |
| 241034       | 2006 QQ127             | 17 d'agost de 2006     | Palomar              | NEAT                 |
| 241035       | 2006 QV128             | 17 d'agost de 2006     | Palomar              | NEAT                 |
| 241036       | 2006 QV132             | 23 d'agost de 2006     | Socorro              | LINEAR               |
| 241037       | 2006 QG142             | 18 d'agost de 2006     | Palomar              | NEAT                 |
| 241038       | 2006 QO155             | 18 d'agost de 2006     | Palomar              | NEAT                 |
| 241039       | 2006 QB159             | 19 d'agost de 2006     | Kitt Peak            | Spacewatch           |
| 241040       | 2006 QA183             | 19 d'agost de 2006     | Kitt Peak            | Spacewatch           |
| 241041       | 2006 RP5               | 14 de setembre de 2006 | Catalina             | CSS                  |
| 241042       | 2006 RQ16              | 14 de setembre de 2006 | Catalina             | CSS                  |
| 241043       | 2006 RQ30              | 15 de setembre de 2006 | Socorro              | LINEAR               |
| 241044       | 2006 RW36              | 12 de setembre de 2006 | Catalina             | CSS                  |
| 241045       | 2006 RX40              | 14 de setembre de 2006 | Kitt Peak            | Spacewatch           |
| 241046       | 2006 RD76              | 15 de setembre de 2006 | Kitt Peak            | Spacewatch           |
| 241047       | 2006 RJ81              | 15 de setembre de 2006 | Kitt Peak            | Spacewatch           |
| 241048       | 2006 RL86              | 15 de setembre de 2006 | Kitt Peak            | Spacewatch           |
| 241049       | 2006 RW90              | 15 de setembre de 2006 | Kitt Peak            | Spacewatch           |
| 241050       | 2006 RU104             | 14 de setembre de 2006 | Kitt Peak            | Spacewatch           |
| 241051       | 2006 SE5               | 16 de setembre de 2006 | Palomar              | NEAT                 |
| 241052       | 2006 SN22              | 17 de setembre de 2006 | Anderson Mesa        | LONEOS               |
| 241053       | 2006 SV54              | 18 de setembre de 2006 | Catalina             | CSS                  |
| 241054       | 2006 SH75              | 19 de setembre de 2006 | Kitt Peak            | Spacewatch           |
| 241055       | 2006 SC82              | 18 de setembre de 2006 | Kitt Peak            | Spacewatch           |
| 241056       | 2006 SJ108             | 19 de setembre de 2006 | Catalina             | CSS                  |
| 241057       | 2006 SO116             | 24 de setembre de 2006 | Kitt Peak            | Spacewatch           |
| 241058       | 2006 SU125             | 20 de setembre de 2006 | Palomar              | NEAT                 |
| 241059       | 2006 SD136             | 20 de setembre de 2006 | Catalina             | CSS                  |
| 241060       | 2006 SM141             | 25 de setembre de 2006 | Anderson Mesa        | LONEOS               |
| 241061       | 2006 SD177             | 25 de setembre de 2006 | Kitt Peak            | Spacewatch           |
| 241062       | 2006 SY188             | 26 de setembre de 2006 | Kitt Peak            | Spacewatch           |
| 241063       | 2006 SL215             | 27 de setembre de 2006 | Kitt Peak            | Spacewatch           |
| 241064       | 2006 SD217             | 28 de setembre de 2006 | Kitt Peak            | Spacewatch           |
| 241065       | 2006 SL217             | 28 de setembre de 2006 | Kitt Peak            | Spacewatch           |
| 241066       | 2006 SP218             | 29 de setembre de 2006 | Mayhill              | A. Lowe              |
| 241067       | 2006 SG312             | 27 de setembre de 2006 | Kitt Peak            | Spacewatch           |
| 241068       | 2006 SV351             | 30 de setembre de 2006 | Catalina             | CSS                  |
| 241069       | 2006 SE373             | 16 de setembre de 2006 | Apache Point         | A. C. Becker         |
| 241070       | 2006 SZ390             | 17 de setembre de 2006 | Kitt Peak            | Spacewatch           |
| 241071       | 2006 SF392             | 25 de setembre de 2006 | Kitt Peak            | Spacewatch           |
| 241072       | 2006 TV12              | 10 d'octubre de 2006   | Palomar              | NEAT                 |
| 241073       | 2006 TB39              | 12 d'octubre de 2006   | Kitt Peak            | Spacewatch           |
| 241074       | 2006 TG45              | 12 d'octubre de 2006   | Kitt Peak            | Spacewatch           |
| 241075       | 2006 TT55              | 12 d'octubre de 2006   | Palomar              | NEAT                 |
| 241076       | 2006 TG62              | 9 d'octubre de 2006    | Palomar              | NEAT                 |
| 241077       | 2006 TJ69              | 11 d'octubre de 2006   | Palomar              | NEAT                 |
| 241078       | 2006 TB116             | 2 d'octubre de 2006    | Apache Point         | A. C. Becker         |
| 241079       | 2006 UN3               | 16 d'octubre de 2006   | Catalina             | CSS                  |
| 241080       | 2006 UF18              | 16 d'octubre de 2006   | Catalina             | CSS                  |
| 241081       | 2006 UF30              | 16 d'octubre de 2006   | Kitt Peak            | Spacewatch           |
| 241082       | 2006 US39              | 16 d'octubre de 2006   | Kitt Peak            | Spacewatch           |
| 241083       | 2006 UJ55              | 17 d'octubre de 2006   | Kitt Peak            | Spacewatch           |
| 241084       | 2006 UZ182             | 16 d'octubre de 2006   | Catalina             | CSS                  |
| 241085       | 2006 UR195             | 20 d'octubre de 2006   | Mount Lemmon         | Mt. Lemmon Survey    |
| 241086       | 2006 UV222             | 17 d'octubre de 2006   | Catalina             | CSS                  |
| 241087       | 2006 UL239             | 23 d'octubre de 2006   | Kitt Peak            | Spacewatch           |
| 241088       | 2006 UO254             | 27 d'octubre de 2006   | Mount Lemmon         | Mt. Lemmon Survey    |
| 241089       | 2006 UE265             | 27 d'octubre de 2006   | Catalina             | CSS                  |
| 241090 Nemet | 2006 UK290             | 23 d'octubre de 2006   | Mauna Kea            | D. D. Balam          |
| 241091       | 2006 UO296             | 19 d'octubre de 2006   | Kitt Peak            | M. W. Buie           |
| 241092       | 2006 VR2               | 5 de novembre de 2006  | Palomar              | NEAT                 |
| 241093       | 2006 VV57              | 11 de novembre de 2006 | Kitt Peak            | Spacewatch           |
| 241094       | 2006 WO51              | 16 de novembre de 2006 | Kitt Peak            | Spacewatch           |
| 241095       | 2007 CT29              | 6 de febrer de 2007    | Mount Lemmon         | Mt. Lemmon Survey    |
| 241096       | 2007 DD104             | 25 de febrer de 2007   | Catalina             | CSS                  |
| 241097       | 2007 DU112             | 23 de febrer de 2007   | Kitt Peak            | Spacewatch           |
| 241098       | 2007 GW                | 7 d'abril de 2007      | Catalina             | CSS                  |
| 241099       | 2007 GH2               | 6 d'abril de 2007      | Charleston           | Charleston           |
| 241100       | 2007 GL29              | 11 d'abril de 2007     | Catalina             | CSS                  |

## 241101-241200
| Nom            | Designació provisional | Data de descobriment   | Lloc de descobriment | Descobridor/s          |
| -------------- | ---------------------- | ---------------------- | -------------------- | ---------------------- |
| 241101         | 2007 GD50              | 15 d'abril de 2007     | Catalina             | CSS                    |
| 241102         | 2007 HO                | 17 d'abril de 2007     | Siding Spring        | Siding Spring Survey   |
| 241103         | 2007 HM36              | 19 d'abril de 2007     | Kitt Peak            | Spacewatch             |
| 241104         | 2007 JG12              | 7 de maig de 2007      | Kitt Peak            | Spacewatch             |
| 241105         | 2007 JR15              | 10 de maig de 2007     | Mount Lemmon         | Mt. Lemmon Survey      |
| 241106         | 2007 KL8               | 20 de maig de 2007     | Catalina             | CSS                    |
| 241107         | 2007 LQ14              | 10 de juny de 2007     | Kitt Peak            | Spacewatch             |
| 241108         | 2007 LO17              | 10 de juny de 2007     | Kitt Peak            | Spacewatch             |
| 241109         | 2007 MB10              | 21 de juny de 2007     | Anderson Mesa        | LONEOS                 |
| 241110         | 2007 NR1               | 12 de juliol de 2007   | La Sagra             | La Sagra               |
| 241111         | 2007 NM7               | 15 de juliol de 2007   | Siding Spring        | Siding Spring Survey   |
| 241112         | 2007 OF2               | 16 de juliol de 2007   | Socorro              | LINEAR                 |
| 241113 Zhongda | 2007 OU4               | 21 de juliol de 2007   | Lulin                | Q.-z. Ye, H.-C. Lin    |
| 241114         | 2007 OZ6               | 22 de juliol de 2007   | Lulin                | LUSS                   |
| 241115         | 2007 PC2               | 7 d'agost de 2007      | Eskridge             | G. Hug                 |
| 241116         | 2007 PB6               | 8 d'agost de 2007      | Socorro              | LINEAR                 |
| 241117         | 2007 PC7               | 5 d'agost de 2007      | Socorro              | LINEAR                 |
| 241118         | 2007 PY14              | 8 d'agost de 2007      | Socorro              | LINEAR                 |
| 241119         | 2007 PB15              | 8 d'agost de 2007      | Socorro              | LINEAR                 |
| 241120         | 2007 PX17              | 9 d'agost de 2007      | Socorro              | LINEAR                 |
| 241121         | 2007 PC20              | 9 d'agost de 2007      | Socorro              | LINEAR                 |
| 241122         | 2007 PU22              | 11 d'agost de 2007     | Socorro              | LINEAR                 |
| 241123         | 2007 PV28              | 12 d'agost de 2007     | Socorro              | LINEAR                 |
| 241124         | 2007 PO29              | 12 d'agost de 2007     | Great Shefford       | P. Birtwhistle         |
| 241125         | 2007 PL30              | 11 d'agost de 2007     | Socorro              | LINEAR                 |
| 241126         | 2007 PG31              | 5 d'agost de 2007      | Socorro              | LINEAR                 |
| 241127         | 2007 PQ31              | 8 d'agost de 2007      | Socorro              | LINEAR                 |
| 241128         | 2007 PK35              | 9 d'agost de 2007      | Socorro              | LINEAR                 |
| 241129         | 2007 PL35              | 9 d'agost de 2007      | Socorro              | LINEAR                 |
| 241130         | 2007 PG39              | 15 d'agost de 2007     | La Sagra             | La Sagra               |
| 241131         | 2007 PG40              | 12 d'agost de 2007     | Socorro              | LINEAR                 |
| 241132         | 2007 PN43              | 11 d'agost de 2007     | Socorro              | LINEAR                 |
| 241133         | 2007 PF48              | 13 d'agost de 2007     | Siding Spring        | Siding Spring Survey   |
| 241134         | 2007 QE6               | 21 d'agost de 2007     | Anderson Mesa        | LONEOS                 |
| 241135         | 2007 QO7               | 21 d'agost de 2007     | Anderson Mesa        | LONEOS                 |
| 241136         | 2007 QY11              | 25 d'agost de 2007     | Taunus               | S. Karge, R. Kling     |
| 241137         | 2007 QQ13              | 24 d'agost de 2007     | Kitt Peak            | Spacewatch             |
| 241138         | 2007 QG14              | 16 d'agost de 2007     | Purple Mountain      | PMO NEO Survey Program |
| 241139         | 2007 QF15              | 23 d'agost de 2007     | Kitt Peak            | Spacewatch             |
| 241140         | 2007 QA17              | 17 d'agost de 2007     | Socorro              | LINEAR                 |
| 241141         | 2007 RX5               | 5 de setembre de 2007  | Dauban               | Chante-Perdrix         |
| 241142         | 2007 RA7               | 6 de setembre de 2007  | Dauban               | Chante-Perdrix         |
| 241143         | 2007 RA15              | 11 de setembre de 2007 | Dauban               | Chante-Perdrix         |
| 241144         | 2007 RH19              | 3 de setembre de 2007  | Catalina             | CSS                    |
| 241145         | 2007 RR21              | 3 de setembre de 2007  | Catalina             | CSS                    |
| 241146         | 2007 RJ23              | 3 de setembre de 2007  | Catalina             | CSS                    |
| 241147         | 2007 RM24              | 3 de setembre de 2007  | Catalina             | CSS                    |
| 241148         | 2007 RP32              | 5 de setembre de 2007  | Catalina             | CSS                    |
| 241149         | 2007 RR33              | 5 de setembre de 2007  | Catalina             | CSS                    |
| 241150         | 2007 RS37              | 8 de setembre de 2007  | Anderson Mesa        | LONEOS                 |
| 241151         | 2007 RT37              | 8 de setembre de 2007  | Anderson Mesa        | LONEOS                 |
| 241152         | 2007 RJ38              | 8 de setembre de 2007  | Anderson Mesa        | LONEOS                 |
| 241153         | 2007 RQ39              | 8 de setembre de 2007  | La Canada            | J. Lacruz              |
| 241154         | 2007 RQ48              | 9 de setembre de 2007  | Mount Lemmon         | Mt. Lemmon Survey      |
| 241155         | 2007 RN56              | 9 de setembre de 2007  | Anderson Mesa        | LONEOS                 |
| 241156         | 2007 RJ73              | 10 de setembre de 2007 | Mount Lemmon         | Mt. Lemmon Survey      |
| 241157         | 2007 RV77              | 10 de setembre de 2007 | Mount Lemmon         | Mt. Lemmon Survey      |
| 241158         | 2007 RR81              | 10 de setembre de 2007 | Mount Lemmon         | Mt. Lemmon Survey      |
| 241159         | 2007 RW85              | 10 de setembre de 2007 | Mount Lemmon         | Mt. Lemmon Survey      |
| 241160         | 2007 RE91              | 10 de setembre de 2007 | Mount Lemmon         | Mt. Lemmon Survey      |
| 241161         | 2007 RN93              | 10 de setembre de 2007 | Kitt Peak            | Spacewatch             |
| 241162         | 2007 RC98              | 10 de setembre de 2007 | Kitt Peak            | Spacewatch             |
| 241163         | 2007 RD110             | 11 de setembre de 2007 | Mount Lemmon         | Mt. Lemmon Survey      |
| 241164         | 2007 RR115             | 11 de setembre de 2007 | Kitt Peak            | Spacewatch             |
| 241165         | 2007 RR134             | 12 de setembre de 2007 | Anderson Mesa        | LONEOS                 |
| 241166         | 2007 RW134             | 12 de setembre de 2007 | Anderson Mesa        | LONEOS                 |
| 241167         | 2007 RZ145             | 14 de setembre de 2007 | Socorro              | LINEAR                 |
| 241168         | 2007 RE146             | 15 de setembre de 2007 | Socorro              | LINEAR                 |
| 241169         | 2007 RT148             | 12 de setembre de 2007 | Catalina             | CSS                    |
| 241170         | 2007 RX150             | 9 de setembre de 2007  | Anderson Mesa        | LONEOS                 |
| 241171         | 2007 RC166             | 10 de setembre de 2007 | Kitt Peak            | Spacewatch             |
| 241172         | 2007 RW204             | 9 de setembre de 2007  | Kitt Peak            | Spacewatch             |
| 241173         | 2007 RC207             | 10 de setembre de 2007 | Kitt Peak            | Spacewatch             |
| 241174         | 2007 RC212             | 11 de setembre de 2007 | Kitt Peak            | Spacewatch             |
| 241175         | 2007 RV216             | 13 de setembre de 2007 | Anderson Mesa        | LONEOS                 |
| 241176         | 2007 RK222             | 14 de setembre de 2007 | Mount Lemmon         | Mt. Lemmon Survey      |
| 241177         | 2007 RZ227             | 10 de setembre de 2007 | Mount Lemmon         | Mt. Lemmon Survey      |
| 241178         | 2007 RK234             | 12 de setembre de 2007 | Catalina             | CSS                    |
| 241179         | 2007 RK241             | 12 de setembre de 2007 | Catalina             | CSS                    |
| 241180         | 2007 RZ242             | 15 de setembre de 2007 | Socorro              | LINEAR                 |
| 241181         | 2007 RH243             | 15 de setembre de 2007 | Socorro              | LINEAR                 |
| 241182         | 2007 RH245             | 11 de setembre de 2007 | Kitt Peak            | Spacewatch             |
| 241183         | 2007 RU246             | 12 de setembre de 2007 | Catalina             | CSS                    |
| 241184         | 2007 RZ258             | 14 de setembre de 2007 | Catalina             | CSS                    |
| 241185         | 2007 RR281             | 14 de setembre de 2007 | Catalina             | CSS                    |
| 241186         | 2007 RN285             | 13 de setembre de 2007 | Mount Lemmon         | Mt. Lemmon Survey      |
| 241187         | 2007 RF287             | 9 de setembre de 2007  | Kitt Peak            | Spacewatch             |
| 241188         | 2007 RA293             | 12 de setembre de 2007 | Mount Lemmon         | Mt. Lemmon Survey      |
| 241189         | 2007 RP299             | 12 de setembre de 2007 | Mount Lemmon         | Mt. Lemmon Survey      |
| 241190         | 2007 RF317             | 10 de setembre de 2007 | Mount Lemmon         | Mt. Lemmon Survey      |
| 241191         | 2007 RM317             | 10 de setembre de 2007 | Mount Lemmon         | Mt. Lemmon Survey      |
| 241192 Pulyny  | 2007 SH6               | 21 de setembre de 2007 | Andrushivka          | Andrushivka            |
| 241193         | 2007 SN9               | 18 de setembre de 2007 | Kitt Peak            | Spacewatch             |
| 241194         | 2007 SX10              | 21 de setembre de 2007 | Bergisch Gladbac     | W. Bickel              |
| 241195         | 2007 ST16              | 30 de setembre de 2007 | Kitt Peak            | Spacewatch             |
| 241196         | 2007 SE19              | 27 de setembre de 2007 | Mount Lemmon         | Mt. Lemmon Survey      |
| 241197         | 2007 SJ20              | 21 de setembre de 2007 | Purple Mountain      | PMO NEO Survey Program |
| 241198         | 2007 TU4               | 6 d'octubre de 2007    | 7300                 | W. K. Y. Yeung         |
| 241199         | 2007 TN11              | 6 d'octubre de 2007    | Socorro              | LINEAR                 |
| 241200         | 2007 TE13              | 6 d'octubre de 2007    | Socorro              | LINEAR                 |

## 241201-241300
| Nom    | Designació provisional | Data de descobriment | Lloc de descobriment | Descobridor/s          |
| ------ | ---------------------- | -------------------- | -------------------- | ---------------------- |
| 241201 | 2007 TM20              | 8 d'octubre de 2007  | Socorro              | LINEAR                 |
| 241202 | 2007 TP25              | 4 d'octubre de 2007  | Kitt Peak            | Spacewatch             |
| 241203 | 2007 TE27              | 4 d'octubre de 2007  | Kitt Peak            | Spacewatch             |
| 241204 | 2007 TV28              | 4 d'octubre de 2007  | Kitt Peak            | Spacewatch             |
| 241205 | 2007 TF31              | 4 d'octubre de 2007  | Kitt Peak            | Spacewatch             |
| 241206 | 2007 TE35              | 6 d'octubre de 2007  | Kitt Peak            | Spacewatch             |
| 241207 | 2007 TA39              | 6 d'octubre de 2007  | Kitt Peak            | Spacewatch             |
| 241208 | 2007 TB41              | 6 d'octubre de 2007  | Kitt Peak            | Spacewatch             |
| 241209 | 2007 TZ41              | 7 d'octubre de 2007  | Mount Lemmon         | Mt. Lemmon Survey      |
| 241210 | 2007 TF43              | 7 d'octubre de 2007  | Mount Lemmon         | Mt. Lemmon Survey      |
| 241211 | 2007 TW45              | 7 d'octubre de 2007  | Catalina             | CSS                    |
| 241212 | 2007 TT50              | 4 d'octubre de 2007  | Kitt Peak            | Spacewatch             |
| 241213 | 2007 TG61              | 7 d'octubre de 2007  | Mount Lemmon         | Mt. Lemmon Survey      |
| 241214 | 2007 TP61              | 7 d'octubre de 2007  | Mount Lemmon         | Mt. Lemmon Survey      |
| 241215 | 2007 TA63              | 7 d'octubre de 2007  | Mount Lemmon         | Mt. Lemmon Survey      |
| 241216 | 2007 TM63              | 7 d'octubre de 2007  | Mount Lemmon         | Mt. Lemmon Survey      |
| 241217 | 2007 TF65              | 7 d'octubre de 2007  | Mount Lemmon         | Mt. Lemmon Survey      |
| 241218 | 2007 TK68              | 12 d'octubre de 2007 | 7300                 | W. K. Y. Yeung         |
| 241219 | 2007 TV70              | 13 d'octubre de 2007 | Mayhill              | A. Lowe                |
| 241220 | 2007 TF80              | 7 d'octubre de 2007  | Catalina             | CSS                    |
| 241221 | 2007 TO80              | 7 d'octubre de 2007  | Catalina             | CSS                    |
| 241222 | 2007 TL93              | 6 d'octubre de 2007  | Kitt Peak            | Spacewatch             |
| 241223 | 2007 TJ95              | 7 d'octubre de 2007  | Catalina             | CSS                    |
| 241224 | 2007 TB103             | 8 d'octubre de 2007  | Mount Lemmon         | Mt. Lemmon Survey      |
| 241225 | 2007 TE111             | 8 d'octubre de 2007  | Catalina             | CSS                    |
| 241226 | 2007 TX120             | 4 d'octubre de 2007  | Kitt Peak            | Spacewatch             |
| 241227 | 2007 TE123             | 6 d'octubre de 2007  | Kitt Peak            | Spacewatch             |
| 241228 | 2007 TH146             | 6 d'octubre de 2007  | Socorro              | LINEAR                 |
| 241229 | 2007 TK149             | 8 d'octubre de 2007  | Socorro              | LINEAR                 |
| 241230 | 2007 TD161             | 11 d'octubre de 2007 | Socorro              | LINEAR                 |
| 241231 | 2007 TL169             | 12 d'octubre de 2007 | Socorro              | LINEAR                 |
| 241232 | 2007 TA178             | 6 d'octubre de 2007  | Kitt Peak            | Spacewatch             |
| 241233 | 2007 TV179             | 7 d'octubre de 2007  | Mount Lemmon         | Mt. Lemmon Survey      |
| 241234 | 2007 TW185             | 13 d'octubre de 2007 | Socorro              | LINEAR                 |
| 241235 | 2007 TK188             | 13 d'octubre de 2007 | Kitt Peak            | Spacewatch             |
| 241236 | 2007 TB190             | 4 d'octubre de 2007  | Mount Lemmon         | Mt. Lemmon Survey      |
| 241237 | 2007 TJ192             | 5 d'octubre de 2007  | Kitt Peak            | Spacewatch             |
| 241238 | 2007 TG194             | 7 d'octubre de 2007  | Catalina             | CSS                    |
| 241239 | 2007 TJ194             | 7 d'octubre de 2007  | Catalina             | CSS                    |
| 241240 | 2007 TZ199             | 8 d'octubre de 2007  | Kitt Peak            | Spacewatch             |
| 241241 | 2007 TR204             | 8 d'octubre de 2007  | Mount Lemmon         | Mt. Lemmon Survey      |
| 241242 | 2007 TC208             | 10 d'octubre de 2007 | Catalina             | CSS                    |
| 241243 | 2007 TE208             | 10 d'octubre de 2007 | Mount Lemmon         | Mt. Lemmon Survey      |
| 241244 | 2007 TA217             | 7 d'octubre de 2007  | Kitt Peak            | Spacewatch             |
| 241245 | 2007 TE218             | 7 d'octubre de 2007  | Kitt Peak            | Spacewatch             |
| 241246 | 2007 TF228             | 8 d'octubre de 2007  | Kitt Peak            | Spacewatch             |
| 241247 | 2007 TG229             | 8 d'octubre de 2007  | Kitt Peak            | Spacewatch             |
| 241248 | 2007 TN230             | 8 d'octubre de 2007  | Kitt Peak            | Spacewatch             |
| 241249 | 2007 TS233             | 8 d'octubre de 2007  | Kitt Peak            | Spacewatch             |
| 241250 | 2007 TT233             | 8 d'octubre de 2007  | Kitt Peak            | Spacewatch             |
| 241251 | 2007 TQ234             | 8 d'octubre de 2007  | Purple Mountain      | PMO NEO Survey Program |
| 241252 | 2007 TT246             | 9 d'octubre de 2007  | Mount Lemmon         | Mt. Lemmon Survey      |
| 241253 | 2007 TE268             | 9 d'octubre de 2007  | Kitt Peak            | Spacewatch             |
| 241254 | 2007 TS279             | 12 d'octubre de 2007 | Mount Lemmon         | Mt. Lemmon Survey      |
| 241255 | 2007 TU279             | 12 d'octubre de 2007 | Mount Lemmon         | Mt. Lemmon Survey      |
| 241256 | 2007 TS288             | 11 d'octubre de 2007 | Catalina             | CSS                    |
| 241257 | 2007 TN299             | 12 d'octubre de 2007 | Kitt Peak            | Spacewatch             |
| 241258 | 2007 TL310             | 11 d'octubre de 2007 | Kitt Peak            | Spacewatch             |
| 241259 | 2007 TV314             | 12 d'octubre de 2007 | Mount Lemmon         | Mt. Lemmon Survey      |
| 241260 | 2007 TK316             | 12 d'octubre de 2007 | Kitt Peak            | Spacewatch             |
| 241261 | 2007 TK334             | 11 d'octubre de 2007 | Kitt Peak            | Spacewatch             |
| 241262 | 2007 TK339             | 8 d'octubre de 2007  | Mount Lemmon         | Mt. Lemmon Survey      |
| 241263 | 2007 TB350             | 14 d'octubre de 2007 | Mount Lemmon         | Mt. Lemmon Survey      |
| 241264 | 2007 TZ378             | 13 d'octubre de 2007 | Catalina             | CSS                    |
| 241265 | 2007 TH381             | 14 d'octubre de 2007 | Kitt Peak            | Spacewatch             |
| 241266 | 2007 TO389             | 13 d'octubre de 2007 | Catalina             | CSS                    |
| 241267 | 2007 TM393             | 13 d'octubre de 2007 | Mount Lemmon         | Mt. Lemmon Survey      |
| 241268 | 2007 TY397             | 15 d'octubre de 2007 | Kitt Peak            | Spacewatch             |
| 241269 | 2007 TM404             | 15 d'octubre de 2007 | Kitt Peak            | Spacewatch             |
| 241270 | 2007 TT410             | 15 d'octubre de 2007 | Anderson Mesa        | LONEOS                 |
| 241271 | 2007 TG413             | 15 d'octubre de 2007 | Catalina             | CSS                    |
| 241272 | 2007 TZ418             | 10 d'octubre de 2007 | Kitt Peak            | Spacewatch             |
| 241273 | 2007 TV423             | 7 d'octubre de 2007  | Mount Lemmon         | Mt. Lemmon Survey      |
| 241274 | 2007 TW424             | 8 d'octubre de 2007  | Kitt Peak            | Spacewatch             |
| 241275 | 2007 TU430             | 7 d'octubre de 2007  | Mount Lemmon         | Mt. Lemmon Survey      |
| 241276 | 2007 TF436             | 7 d'octubre de 2007  | Gaisberg             | R. Gierlinger          |
| 241277 | 2007 TW437             | 13 d'octubre de 2007 | Socorro              | LINEAR                 |
| 241278 | 2007 TX437             | 13 d'octubre de 2007 | Socorro              | LINEAR                 |
| 241279 | 2007 TP442             | 8 d'octubre de 2007  | Mount Lemmon         | Mt. Lemmon Survey      |
| 241280 | 2007 UA1               | 16 d'octubre de 2007 | Bisei SG Center      | BATTeRS                |
| 241281 | 2007 UF2               | 18 d'octubre de 2007 | Mayhill              | A. Lowe                |
| 241282 | 2007 UD4               | 18 d'octubre de 2007 | Socorro              | LINEAR                 |
| 241283 | 2007 UC10              | 17 d'octubre de 2007 | Anderson Mesa        | LONEOS                 |
| 241284 | 2007 UL11              | 19 d'octubre de 2007 | Socorro              | LINEAR                 |
| 241285 | 2007 UH13              | 16 d'octubre de 2007 | Mount Lemmon         | Mt. Lemmon Survey      |
| 241286 | 2007 UB29              | 18 d'octubre de 2007 | Catalina             | CSS                    |
| 241287 | 2007 UG29              | 18 d'octubre de 2007 | Mount Lemmon         | Mt. Lemmon Survey      |
| 241288 | 2007 UN30              | 19 d'octubre de 2007 | Catalina             | CSS                    |
| 241289 | 2007 UY31              | 19 d'octubre de 2007 | Mount Lemmon         | Mt. Lemmon Survey      |
| 241290 | 2007 UZ43              | 18 d'octubre de 2007 | Mount Lemmon         | Mt. Lemmon Survey      |
| 241291 | 2007 UY44              | 18 d'octubre de 2007 | Mount Lemmon         | Mt. Lemmon Survey      |
| 241292 | 2007 UR49              | 24 d'octubre de 2007 | Mount Lemmon         | Mt. Lemmon Survey      |
| 241293 | 2007 UF51              | 24 d'octubre de 2007 | Mount Lemmon         | Mt. Lemmon Survey      |
| 241294 | 2007 UH51              | 24 d'octubre de 2007 | Mount Lemmon         | Mt. Lemmon Survey      |
| 241295 | 2007 UB52              | 24 d'octubre de 2007 | Mount Lemmon         | Mt. Lemmon Survey      |
| 241296 | 2007 UO52              | 24 d'octubre de 2007 | Mount Lemmon         | Mt. Lemmon Survey      |
| 241297 | 2007 UD59              | 30 d'octubre de 2007 | Mount Lemmon         | Mt. Lemmon Survey      |
| 241298 | 2007 UH68              | 30 d'octubre de 2007 | Kitt Peak            | Spacewatch             |
| 241299 | 2007 UU78              | 30 d'octubre de 2007 | Mount Lemmon         | Mt. Lemmon Survey      |
| 241300 | 2007 UH81              | 30 d'octubre de 2007 | Kitt Peak            | Spacewatch             |

## 241301-241400
| Nom               | Designació provisional | Data de descobriment   | Lloc de descobriment | Descobridor/s        |
| ----------------- | ---------------------- | ---------------------- | -------------------- | -------------------- |
| 241301            | 2007 US89              | 30 d'octubre de 2007   | Mount Lemmon         | Mt. Lemmon Survey    |
| 241302            | 2007 UK90              | 30 d'octubre de 2007   | Mount Lemmon         | Mt. Lemmon Survey    |
| 241303            | 2007 UD98              | 30 d'octubre de 2007   | Mount Lemmon         | Mt. Lemmon Survey    |
| 241304            | 2007 UE113             | 30 d'octubre de 2007   | Kitt Peak            | Spacewatch           |
| 241305            | 2007 UT113             | 31 d'octubre de 2007   | Kitt Peak            | Spacewatch           |
| 241306            | 2007 UM135             | 20 d'octubre de 2007   | Kitt Peak            | Spacewatch           |
| 241307            | 2007 UE136             | 30 d'octubre de 2007   | Catalina             | CSS                  |
| 241308            | 2007 VQ                | 1 de novembre de 2007  | Kitt Peak            | Spacewatch           |
| 241309            | 2007 VL2               | 2 de novembre de 2007  | La Canada            | J. Lacruz            |
| 241310            | 2007 VM2               | 2 de novembre de 2007  | La Canada            | J. Lacruz            |
| 241311            | 2007 VM7               | 2 de novembre de 2007  | Goodricke-Pigott     | R. A. Tucker         |
| 241312            | 2007 VA13              | 1 de novembre de 2007  | Mount Lemmon         | Mt. Lemmon Survey    |
| 241313            | 2007 VV20              | 2 de novembre de 2007  | Mount Lemmon         | Mt. Lemmon Survey    |
| 241314            | 2007 VG33              | 2 de novembre de 2007  | Kitt Peak            | Spacewatch           |
| 241315            | 2007 VJ35              | 1 de novembre de 2007  | Mount Lemmon         | Mt. Lemmon Survey    |
| 241316            | 2007 VW57              | 1 de novembre de 2007  | Kitt Peak            | Spacewatch           |
| 241317            | 2007 VL59              | 1 de novembre de 2007  | Kitt Peak            | Spacewatch           |
| 241318            | 2007 VM70              | 4 de novembre de 2007  | Mount Lemmon         | Mt. Lemmon Survey    |
| 241319            | 2007 VF73              | 2 de novembre de 2007  | 7300                 | W. K. Y. Yeung       |
| 241320            | 2007 VZ87              | 2 de novembre de 2007  | Socorro              | LINEAR               |
| 241321            | 2007 VQ94              | 7 de novembre de 2007  | Bisei SG Center      | BATTeRS              |
| 241322            | 2007 VH98              | 2 de novembre de 2007  | Kitt Peak            | Spacewatch           |
| 241323            | 2007 VS102             | 3 de novembre de 2007  | Kitt Peak            | Spacewatch           |
| 241324            | 2007 VL109             | 3 de novembre de 2007  | Kitt Peak            | Spacewatch           |
| 241325            | 2007 VO113             | 3 de novembre de 2007  | Kitt Peak            | Spacewatch           |
| 241326            | 2007 VZ126             | 11 de novembre de 2007 | Bisei SG Center      | BATTeRS              |
| 241327            | 2007 VW134             | 3 de novembre de 2007  | Anderson Mesa        | LONEOS               |
| 241328            | 2007 VR155             | 5 de novembre de 2007  | Kitt Peak            | Spacewatch           |
| 241329            | 2007 VV158             | 5 de novembre de 2007  | Kitt Peak            | Spacewatch           |
| 241330            | 2007 VB166             | 5 de novembre de 2007  | Kitt Peak            | Spacewatch           |
| 241331            | 2007 VJ169             | 5 de novembre de 2007  | Kitt Peak            | Spacewatch           |
| 241332            | 2007 VH200             | 9 de novembre de 2007  | Mount Lemmon         | Mt. Lemmon Survey    |
| 241333            | 2007 VR202             | 7 de novembre de 2007  | Catalina             | CSS                  |
| 241334            | 2007 VV206             | 9 de novembre de 2007  | Catalina             | CSS                  |
| 241335            | 2007 VB210             | 9 de novembre de 2007  | Kitt Peak            | Spacewatch           |
| 241336            | 2007 VU219             | 9 de novembre de 2007  | Kitt Peak            | Spacewatch           |
| 241337            | 2007 VJ241             | 12 de novembre de 2007 | Catalina             | CSS                  |
| 241338            | 2007 VB243             | 13 de novembre de 2007 | Mount Lemmon         | Mt. Lemmon Survey    |
| 241339            | 2007 VL269             | 14 de novembre de 2007 | Socorro              | LINEAR               |
| 241340            | 2007 VB273             | 12 de novembre de 2007 | Catalina             | CSS                  |
| 241341            | 2007 VS299             | 12 de novembre de 2007 | Catalina             | CSS                  |
| 241342            | 2007 VY314             | 2 de novembre de 2007  | Catalina             | CSS                  |
| 241343            | 2007 VO320             | 11 de novembre de 2007 | Mount Lemmon         | Mt. Lemmon Survey    |
| 241344            | 2007 WT6               | 18 de novembre de 2007 | Socorro              | LINEAR               |
| 241345            | 2007 WF17              | 18 de novembre de 2007 | Mount Lemmon         | Mt. Lemmon Survey    |
| 241346            | 2007 WM19              | 18 de novembre de 2007 | Mount Lemmon         | Mt. Lemmon Survey    |
| 241347            | 2007 WP23              | 18 de novembre de 2007 | Mount Lemmon         | Mt. Lemmon Survey    |
| 241348            | 2007 WX24              | 18 de novembre de 2007 | Mount Lemmon         | Mt. Lemmon Survey    |
| 241349            | 2007 WB25              | 18 de novembre de 2007 | Mount Lemmon         | Mt. Lemmon Survey    |
| 241350            | 2007 WB26              | 18 de novembre de 2007 | Mount Lemmon         | Mt. Lemmon Survey    |
| 241351            | 2007 WO39              | 17 de novembre de 2007 | Catalina             | CSS                  |
| 241352            | 2007 WL47              | 20 de novembre de 2007 | Mount Lemmon         | Mt. Lemmon Survey    |
| 241353            | 2007 WL49              | 20 de novembre de 2007 | Mount Lemmon         | Mt. Lemmon Survey    |
| 241354            | 2007 WC56              | 30 de novembre de 2007 | Lulin                | T.-C. Yang, Q.-z. Ye |
| 241355            | 2007 WE58              | 18 de novembre de 2007 | Mount Lemmon         | Mt. Lemmon Survey    |
| 241356            | 2007 WR58              | 17 de novembre de 2007 | Kitt Peak            | Spacewatch           |
| 241357            | 2007 WU58              | 19 de novembre de 2007 | Kitt Peak            | Spacewatch           |
| 241358            | 2007 WO60              | 18 de novembre de 2007 | Mount Lemmon         | Mt. Lemmon Survey    |
| 241359            | 2007 XD1               | 3 de desembre de 2007  | Catalina             | CSS                  |
| 241360            | 2007 XG7               | 4 de desembre de 2007  | Mount Lemmon         | Mt. Lemmon Survey    |
| 241361            | 2007 XO15              | 8 de desembre de 2007  | Bisei SG Center      | BATTeRS              |
| 241362            | 2007 YH2               | 18 de desembre de 2007 | Costitx              | OAM                  |
| 241363 Erdibalint | 2007 YA4               | 19 de desembre de 2007 | Piszkesteto          | K. Sarneczky         |
| 241364            | 2008 AR2               | 7 de gener de 2008     | Vicques              | M. Ory               |
| 241365            | 2008 AO3               | 9 de gener de 2008     | Vail-Jarnac          | Jarnac               |
| 241366            | 2008 AY5               | 10 de gener de 2008    | Mount Lemmon         | Mt. Lemmon Survey    |
| 241367            | 2008 AH60              | 11 de gener de 2008    | Kitt Peak            | Spacewatch           |
| 241368            | 2008 DL                | 24 de febrer de 2008   | Piszkesteto          | K. Sarneczky         |
| 241369            | 2008 KB43              | 29 de maig de 2008     | Mount Lemmon         | Mt. Lemmon Survey    |
| 241370            | 2008 LW8               | 9 de juny de 2008      | Catalina             | CSS                  |
| 241371            | 2008 QK5               | 22 d'agost de 2008     | Kitt Peak            | Spacewatch           |
| 241372            | 2008 QP31              | 30 d'agost de 2008     | Socorro              | LINEAR               |
| 241373            | 2008 RM                | 2 de setembre de 2008  | Klet                 | Klet                 |
| 241374            | 2008 RA65              | 4 de setembre de 2008  | Kitt Peak            | Spacewatch           |
| 241375            | 2008 RC98              | 7 de setembre de 2008  | Mount Lemmon         | Mt. Lemmon Survey    |
| 241376            | 2008 RK108             | 9 de setembre de 2008  | Mount Lemmon         | Mt. Lemmon Survey    |
| 241377            | 2008 RK120             | 9 de setembre de 2008  | Mount Lemmon         | Mt. Lemmon Survey    |
| 241378            | 2008 SY75              | 23 de setembre de 2008 | Mount Lemmon         | Mt. Lemmon Survey    |
| 241379            | 2008 SW77              | 23 de setembre de 2008 | Mount Lemmon         | Mt. Lemmon Survey    |
| 241380            | 2008 SQ108             | 22 de setembre de 2008 | Mount Lemmon         | Mt. Lemmon Survey    |
| 241381            | 2008 SO141             | 24 de setembre de 2008 | Goodricke-Pigott     | R. A. Tucker         |
| 241382            | 2008 SJ143             | 24 de setembre de 2008 | Mount Lemmon         | Mt. Lemmon Survey    |
| 241383            | 2008 SX146             | 23 de setembre de 2008 | Mount Lemmon         | Mt. Lemmon Survey    |
| 241384            | 2008 SG166             | 28 de setembre de 2008 | Socorro              | LINEAR               |
| 241385            | 2008 SQ182             | 24 de setembre de 2008 | Mount Lemmon         | Mt. Lemmon Survey    |
| 241386            | 2008 SN200             | 26 de setembre de 2008 | Kitt Peak            | Spacewatch           |
| 241387            | 2008 SP243             | 29 de setembre de 2008 | Kitt Peak            | Spacewatch           |
| 241388            | 2008 SP262             | 24 de setembre de 2008 | Mount Lemmon         | Mt. Lemmon Survey    |
| 241389            | 2008 SY265             | 29 de setembre de 2008 | Kitt Peak            | Spacewatch           |
| 241390            | 2008 SF273             | 23 de setembre de 2008 | Catalina             | CSS                  |
| 241391            | 2008 SY273             | 21 de setembre de 2008 | Kitt Peak            | Spacewatch           |
| 241392            | 2008 SA285             | 27 de setembre de 2008 | Mount Lemmon         | Mt. Lemmon Survey    |
| 241393            | 2008 SK290             | 29 de setembre de 2008 | Catalina             | CSS                  |
| 241394            | 2008 SN309             | 29 de setembre de 2008 | Mount Lemmon         | Mt. Lemmon Survey    |
| 241395            | 2008 TP52              | 2 d'octubre de 2008    | Kitt Peak            | Spacewatch           |
| 241396            | 2008 TR75              | 2 d'octubre de 2008    | Kitt Peak            | Spacewatch           |
| 241397            | 2008 TN106             | 6 d'octubre de 2008    | Kitt Peak            | Spacewatch           |
| 241398            | 2008 TP126             | 8 d'octubre de 2008    | Mount Lemmon         | Mt. Lemmon Survey    |
| 241399            | 2008 TL136             | 8 d'octubre de 2008    | Kitt Peak            | Spacewatch           |
| 241400            | 2008 TC160             | 1 d'octubre de 2008    | Kitt Peak            | Spacewatch           |

## 241401-241500
| Nom                  | Designació provisional | Data de descobriment   | Lloc de descobriment | Descobridor/s             |
| -------------------- | ---------------------- | ---------------------- | -------------------- | ------------------------- |
| 241401               | 2008 TF170             | 8 d'octubre de 2008    | Catalina             | CSS                       |
| 241402               | 2008 TF190             | 6 d'octubre de 2008    | Mount Lemmon         | Mt. Lemmon Survey         |
| 241403               | 2008 UM28              | 20 d'octubre de 2008   | Kitt Peak            | Spacewatch                |
| 241404               | 2008 UP75              | 21 d'octubre de 2008   | Kitt Peak            | Spacewatch                |
| 241405               | 2008 UV75              | 21 d'octubre de 2008   | Kitt Peak            | Spacewatch                |
| 241406               | 2008 UE76              | 21 d'octubre de 2008   | Kitt Peak            | Spacewatch                |
| 241407               | 2008 UF78              | 21 d'octubre de 2008   | Mount Lemmon         | Mt. Lemmon Survey         |
| 241408               | 2008 UB91              | 26 d'octubre de 2008   | Socorro              | LINEAR                    |
| 241409               | 2008 US99              | 30 d'octubre de 2008   | Sandlot              | G. Hug                    |
| 241410               | 2008 UM111             | 22 d'octubre de 2008   | Kitt Peak            | Spacewatch                |
| 241411               | 2008 UK113             | 22 d'octubre de 2008   | Kitt Peak            | Spacewatch                |
| 241412               | 2008 UW127             | 22 d'octubre de 2008   | Kitt Peak            | Spacewatch                |
| 241413               | 2008 UK139             | 23 d'octubre de 2008   | Kitt Peak            | Spacewatch                |
| 241414               | 2008 UD160             | 23 d'octubre de 2008   | Kitt Peak            | Spacewatch                |
| 241415               | 2008 US186             | 24 d'octubre de 2008   | Kitt Peak            | Spacewatch                |
| 241416               | 2008 UN198             | 26 d'octubre de 2008   | Socorro              | LINEAR                    |
| 241417               | 2008 UY200             | 27 d'octubre de 2008   | Socorro              | LINEAR                    |
| 241418 Darmstadt     | 2008 UX201             | 31 d'octubre de 2008   | Tzec Maun            | E. Schwab                 |
| 241419               | 2008 US207             | 23 d'octubre de 2008   | Kitt Peak            | Spacewatch                |
| 241420               | 2008 UH230             | 25 d'octubre de 2008   | Kitt Peak            | Spacewatch                |
| 241421               | 2008 UA244             | 26 d'octubre de 2008   | Kitt Peak            | Spacewatch                |
| 241422               | 2008 UH245             | 26 d'octubre de 2008   | Kitt Peak            | Spacewatch                |
| 241423               | 2008 UE247             | 26 d'octubre de 2008   | Kitt Peak            | Spacewatch                |
| 241424               | 2008 UR326             | 31 d'octubre de 2008   | Mount Lemmon         | Mt. Lemmon Survey         |
| 241425               | 2008 UV326             | 31 d'octubre de 2008   | Mount Lemmon         | Mt. Lemmon Survey         |
| 241426               | 2008 UQ331             | 31 d'octubre de 2008   | Kitt Peak            | Spacewatch                |
| 241427               | 2008 UY341             | 27 d'octubre de 2008   | Kitt Peak            | Spacewatch                |
| 241428               | 2008 VA67              | 6 de novembre de 2008  | Mount Lemmon         | Mt. Lemmon Survey         |
| 241429               | 2008 VY70              | 8 de novembre de 2008  | Kitt Peak            | Spacewatch                |
| 241430               | 2008 VV75              | 7 de novembre de 2008  | Catalina             | CSS                       |
| 241431               | 2008 WF85              | 20 de novembre de 2008 | Kitt Peak            | Spacewatch                |
| 241432               | 2008 WG93              | 21 de novembre de 2008 | Mount Lemmon         | Mt. Lemmon Survey         |
| 241433               | 2008 WZ95              | 23 de novembre de 2008 | Socorro              | LINEAR                    |
| 241434               | 2008 WU107             | 30 de novembre de 2008 | Mount Lemmon         | Mt. Lemmon Survey         |
| 241435               | 2008 WC116             | 30 de novembre de 2008 | Kitt Peak            | Spacewatch                |
| 241436               | 2008 WH123             | 30 de novembre de 2008 | Mount Lemmon         | Mt. Lemmon Survey         |
| 241437               | 2008 WU138             | 21 de novembre de 2008 | Kitt Peak            | Spacewatch                |
| 241438               | 2008 XL12              | 2 de desembre de 2008  | Mount Lemmon         | Mt. Lemmon Survey         |
| 241439               | 2008 XT20              | 1 de desembre de 2008  | Kitt Peak            | Spacewatch                |
| 241440               | 2008 XP55              | 6 de desembre de 2008  | Socorro              | LINEAR                    |
| 241441               | 2008 XV55              | 3 de desembre de 2008  | Mount Lemmon         | Mt. Lemmon Survey         |
| 241442 Shandongkexie | 2008 YN9               | 25 de desembre de 2008 | Weihai               | Shandong University       |
| 241443               | 2008 YN15              | 21 de desembre de 2008 | Kitt Peak            | Spacewatch                |
| 241444               | 2008 YJ21              | 21 de desembre de 2008 | Mount Lemmon         | Mt. Lemmon Survey         |
| 241445               | 2008 YE23              | 18 de desembre de 2008 | La Sagra             | La Sagra                  |
| 241446               | 2008 YB62              | 30 de desembre de 2008 | Mount Lemmon         | Mt. Lemmon Survey         |
| 241447               | 2008 YN78              | 30 de desembre de 2008 | Mount Lemmon         | Mt. Lemmon Survey         |
| 241448               | 2008 YV88              | 29 de desembre de 2008 | Kitt Peak            | Spacewatch                |
| 241449               | 2008 YJ97              | 29 de desembre de 2008 | Mount Lemmon         | Mt. Lemmon Survey         |
| 241450               | 2008 YX98              | 29 de desembre de 2008 | Kitt Peak            | Spacewatch                |
| 241451               | 2008 YC102             | 29 de desembre de 2008 | Kitt Peak            | Spacewatch                |
| 241452               | 2008 YL111             | 31 de desembre de 2008 | Kitt Peak            | Spacewatch                |
| 241453               | 2008 YO111             | 31 de desembre de 2008 | Kitt Peak            | Spacewatch                |
| 241454               | 2008 YA112             | 31 de desembre de 2008 | Kitt Peak            | Spacewatch                |
| 241455               | 2008 YD115             | 29 de desembre de 2008 | Kitt Peak            | Spacewatch                |
| 241456               | 2008 YD119             | 29 de desembre de 2008 | Kitt Peak            | Spacewatch                |
| 241457               | 2008 YV137             | 30 de desembre de 2008 | Mount Lemmon         | Mt. Lemmon Survey         |
| 241458               | 2008 YQ142             | 30 de desembre de 2008 | Kitt Peak            | Spacewatch                |
| 241459               | 2008 YX150             | 22 de desembre de 2008 | Kitt Peak            | Spacewatch                |
| 241460               | 2008 YH151             | 22 de desembre de 2008 | Kitt Peak            | Spacewatch                |
| 241461               | 2008 YQ151             | 22 de desembre de 2008 | Mount Lemmon         | Mt. Lemmon Survey         |
| 241462               | 2008 YH157             | 30 de desembre de 2008 | Kitt Peak            | Spacewatch                |
| 241463               | 2008 YQ158             | 30 de desembre de 2008 | Mount Lemmon         | Mt. Lemmon Survey         |
| 241464               | 2008 YS163             | 30 de desembre de 2008 | Mount Lemmon         | Mt. Lemmon Survey         |
| 241465               | 2008 YQ169             | 30 de desembre de 2008 | Mount Lemmon         | Mt. Lemmon Survey         |
| 241466               | 2009 AX2               | 1 de gener de 2009     | Kitt Peak            | Spacewatch                |
| 241467               | 2009 AE12              | 2 de gener de 2009     | Mount Lemmon         | Mt. Lemmon Survey         |
| 241468               | 2009 AC22              | 3 de gener de 2009     | Kitt Peak            | Spacewatch                |
| 241469               | 2009 AL24              | 3 de gener de 2009     | Kitt Peak            | Spacewatch                |
| 241470               | 2009 AV28              | 8 de gener de 2009     | Kitt Peak            | Spacewatch                |
| 241471               | 2009 AG35              | 15 de gener de 2009    | Kitt Peak            | Spacewatch                |
| 241472               | 2009 AC49              | 15 de gener de 2009    | Socorro              | LINEAR                    |
| 241473               | 2009 BK11              | 19 de gener de 2009    | Socorro              | LINEAR                    |
| 241474               | 2009 BQ12              | 21 de gener de 2009    | Socorro              | LINEAR                    |
| 241475               | 2009 BK14              | 25 de gener de 2009    | Calar Alto           | F. Hormuth                |
| 241476               | 2009 BD18              | 16 de gener de 2009    | Kitt Peak            | Spacewatch                |
| 241477               | 2009 BH36              | 16 de gener de 2009    | Kitt Peak            | Spacewatch                |
| 241478               | 2009 BJ66              | 20 de gener de 2009    | Kitt Peak            | Spacewatch                |
| 241479               | 2009 BB68              | 20 de gener de 2009    | Kitt Peak            | Spacewatch                |
| 241480               | 2009 BG75              | 20 de gener de 2009    | Catalina             | CSS                       |
| 241481               | 2009 BM83              | 31 de gener de 2009    | Uccle                | T. Pauwels, E. W. Elst    |
| 241482               | 2009 BV91              | 25 de gener de 2009    | Kitt Peak            | Spacewatch                |
| 241483               | 2009 BA92              | 25 de gener de 2009    | Kitt Peak            | Spacewatch                |
| 241484               | 2009 BC92              | 25 de gener de 2009    | Kitt Peak            | Spacewatch                |
| 241485               | 2009 BE95              | 26 de gener de 2009    | Catalina             | CSS                       |
| 241486               | 2009 BP98              | 26 de gener de 2009    | Mount Lemmon         | Mt. Lemmon Survey         |
| 241487               | 2009 BP99              | 28 de gener de 2009    | Catalina             | CSS                       |
| 241488               | 2009 BB119             | 30 de gener de 2009    | Mount Lemmon         | Mt. Lemmon Survey         |
| 241489               | 2009 BV125             | 29 de gener de 2009    | Kitt Peak            | Spacewatch                |
| 241490               | 2009 BQ133             | 29 de gener de 2009    | Kitt Peak            | Spacewatch                |
| 241491               | 2009 BT141             | 30 de gener de 2009    | Kitt Peak            | Spacewatch                |
| 241492               | 2009 BV169             | 17 de gener de 2009    | Kitt Peak            | Spacewatch                |
| 241493               | 2009 BQ172             | 18 de gener de 2009    | Mount Lemmon         | Mt. Lemmon Survey         |
| 241494               | 2009 BO174             | 25 de gener de 2009    | Kitt Peak            | Spacewatch                |
| 241495               | 2009 BD184             | 20 de gener de 2009    | Catalina             | CSS                       |
| 241496               | 2009 CZ3               | 2 de febrer de 2009    | Moletai              | K. Cernis, J. Zdanavicius |
| 241497               | 2009 CC4               | 7 de febrer de 2009    | Great Shefford       | P. Birtwhistle            |
| 241498               | 2009 CV22              | 1 de febrer de 2009    | Kitt Peak            | Spacewatch                |
| 241499               | 2009 CD24              | 1 de febrer de 2009    | Kitt Peak            | Spacewatch                |
| 241500               | 2009 CK28              | 1 de febrer de 2009    | Kitt Peak            | Spacewatch                |

## 241501-241600
| Nom                 | Designació provisional | Data de descobriment   | Lloc de descobriment | Descobridor/s                                          |
| ------------------- | ---------------------- | ---------------------- | -------------------- | ------------------------------------------------------ |
| 241501              | 2009 CL33              | 1 de febrer de 2009    | Kitt Peak            | Spacewatch                                             |
| 241502              | 2009 CY41              | 13 de febrer de 2009   | Kitt Peak            | Spacewatch                                             |
| 241503              | 2009 CN42              | 13 de febrer de 2009   | Mount Lemmon         | Mt. Lemmon Survey                                      |
| 241504              | 2009 CD44              | 14 de febrer de 2009   | Kitt Peak            | Spacewatch                                             |
| 241505              | 2009 CJ49              | 14 de febrer de 2009   | Mount Lemmon         | Mt. Lemmon Survey                                      |
| 241506              | 2009 CU53              | 3 de febrer de 2009    | Siding Spring        | Siding Spring Survey                                   |
| 241507              | 2009 CM60              | 3 de febrer de 2009    | Kitt Peak            | Spacewatch                                             |
| 241508              | 2009 DJ16              | 17 de febrer de 2009   | La Sagra             | La Sagra                                               |
| 241509 Sessler      | 2009 DT26              | 22 de febrer de 2009   | Calar Alto           | F. Hormuth                                             |
| 241510              | 2009 DQ39              | 19 de febrer de 2009   | Dauban               | F. Kugel                                               |
| 241511              | 2009 DK41              | 18 de febrer de 2009   | La Sagra             | La Sagra                                               |
| 241512              | 2009 DN44              | 25 de febrer de 2009   | Dauban               | F. Kugel                                               |
| 241513              | 2009 DG48              | 28 de febrer de 2009   | Calvin-Rehoboth      | Calvin College                                         |
| 241514              | 2009 DX69              | 26 de febrer de 2009   | Catalina             | CSS                                                    |
| 241515              | 2009 DU89              | 26 de febrer de 2009   | Mount Lemmon         | Mt. Lemmon Survey                                      |
| 241516              | 2009 DD140             | 19 de febrer de 2009   | Socorro              | LINEAR                                                 |
| 241517              | 2009 EK                | 1 de març de 2009      | Great Shefford       | P. Birtwhistle                                         |
| 241518              | 2009 EV12              | 3 de març de 2009      | Catalina             | CSS                                                    |
| 241519              | 2009 FY8               | 16 de març de 2009     | Mount Lemmon         | Mt. Lemmon Survey                                      |
| 241520              | 2009 FR47              | 29 de març de 2009     | Las Cruces           | D. S. Dixon                                            |
| 241521              | 2009 HL2               | 17 d'abril de 2009     | Kitt Peak            | Spacewatch                                             |
| 241522              | 2009 HN3               | 17 d'abril de 2009     | Kitt Peak            | Spacewatch                                             |
| 241523              | 2009 HE11              | 18 d'abril de 2009     | Mount Lemmon         | Mt. Lemmon Survey                                      |
| 241524              | 2009 HR24              | 17 d'abril de 2009     | Kitt Peak            | Spacewatch                                             |
| 241525              | 2009 RN7               | 11 de setembre de 2009 | Catalina             | CSS                                                    |
| 241526              | 2009 XA15              | 15 de desembre de 2009 | Mount Lemmon         | Mt. Lemmon Survey                                      |
| 241527 Edwardwright | 2010 CK9               | 8 de febrer de 2010    | WISE                 | WISE                                                   |
| 241528 Tubman       | 2010 CA10              | 8 de febrer de 2010    | WISE                 | WISE                                                   |
| 241529 Roccutri     | 2010 CA14              | 10 de febrer de 2010   | WISE                 | WISE                                                   |
| 241530              | 2010 CC77              | 13 de febrer de 2010   | Mount Lemmon         | Mt. Lemmon Survey                                      |
| 241531              | 2010 CL177             | 10 de febrer de 2010   | Kitt Peak            | Spacewatch                                             |
| 241532              | 2010 DV7               | 16 de febrer de 2010   | Kitt Peak            | Spacewatch                                             |
| 241533              | 2010 DA34              | 21 de febrer de 2010   | Bisei SG Center      | BATTeRS                                                |
| 241534              | 2010 EE36              | 11 de març de 2010     | La Sagra             | La Sagra                                               |
| 241535              | 2010 EG38              | 12 de març de 2010     | Mount Lemmon         | Mt. Lemmon Survey                                      |
| 241536              | 2010 EX39              | 11 de març de 2010     | La Sagra             | La Sagra                                               |
| 241537              | 2010 EE42              | 12 de març de 2010     | Mount Lemmon         | Mt. Lemmon Survey                                      |
| 241538 Chudniv      | 2010 EV42              | 10 de març de 2010     | Andrushivka          | Andrushivka                                            |
| 241539              | 2010 EB71              | 12 de març de 2010     | Kitt Peak            | Spacewatch                                             |
| 241540              | 2010 EC88              | 14 de març de 2010     | La Sagra             | La Sagra                                               |
| 241541              | 2010 ET101             | 15 de març de 2010     | Kitt Peak            | Spacewatch                                             |
| 241542              | 2010 EJ102             | 15 de març de 2010     | Kitt Peak            | Spacewatch                                             |
| 241543              | 2010 EH127             | 15 de març de 2010     | Mount Lemmon         | Mt. Lemmon Survey                                      |
| 241544              | 2010 EE128             | 12 de març de 2010     | Kitt Peak            | Spacewatch                                             |
| 241545              | 2010 EE129             | 12 de març de 2010     | Kitt Peak            | Spacewatch                                             |
| 241546              | 2010 EV129             | 13 de març de 2010     | Kitt Peak            | Spacewatch                                             |
| 241547              | 2010 FF13              | 16 de març de 2010     | Kitt Peak            | Spacewatch                                             |
| 241548              | 2010 FF15              | 17 de març de 2010     | Kitt Peak            | Spacewatch                                             |
| 241549              | 2010 FS29              | 16 de març de 2010     | Kitt Peak            | Spacewatch                                             |
| 241550              | 2010 FD57              | 16 de març de 2010     | Mount Lemmon         | Mt. Lemmon Survey                                      |
| 241551              | 2010 FJ83              | 19 de març de 2010     | Mount Lemmon         | Mt. Lemmon Survey                                      |
| 241552              | 2010 FK83              | 19 de març de 2010     | Mount Lemmon         | Mt. Lemmon Survey                                      |
| 241553              | 2010 FT88              | 18 de març de 2010     | Kitt Peak            | Spacewatch                                             |
| 241554              | 2010 FA93              | 23 de març de 2010     | ESA OGS              | ESA OGS                                                |
| 241555              | 2010 GT5               | 3 d'abril de 2010      | Mayhill              | Mayhill                                                |
| 241556              | 2010 GT29              | 8 d'abril de 2010      | La Sagra             | La Sagra                                               |
| 241557              | 2010 GL31              | 5 d'abril de 2010      | Kitt Peak            | Spacewatch                                             |
| 241558              | 2010 GN33              | 9 d'abril de 2010      | Zvezdno Obshtest     | F. Fratev                                              |
| 241559              | 2010 GY64              | 6 d'abril de 2010      | Catalina             | CSS                                                    |
| 241560              | 5002 T-2               | 25 de setembre de 1973 | Palomar              | C. J. van Houten, I. van Houten-Groeneveld, T. Gehrels |
| 241561              | 2397 T-3               | 16 d'octubre de 1977   | Palomar              | C. J. van Houten, I. van Houten-Groeneveld, T. Gehrels |
| 241562              | 4192 T-3               | 16 d'octubre de 1977   | Palomar              | C. J. van Houten, I. van Houten-Groeneveld, T. Gehrels |
| 241563              | 1981 EZ5               | 7 de març de 1981      | Siding Spring        | S. J. Bus                                              |
| 241564              | 1981 ET11              | 7 de març de 1981      | Siding Spring        | S. J. Bus                                              |
| 241565              | 1981 EU45              | 1 de març de 1981      | Siding Spring        | S. J. Bus                                              |
| 241566              | 1993 FO9               | 17 de març de 1993     | La Silla             | UESAC                                                  |
| 241567              | 1993 OJ9               | 20 de juliol de 1993   | La Silla             | E. W. Elst                                             |
| 241568              | 1993 RN14              | 15 de setembre de 1993 | La Silla             | E. W. Elst                                             |
| 241569              | 1995 CZ3               | 1 de febrer de 1995    | Kitt Peak            | Spacewatch                                             |
| 241570              | 1995 FK9               | 26 de març de 1995     | Kitt Peak            | Spacewatch                                             |
| 241571              | 1995 MJ2               | 24 de juny de 1995     | Kitt Peak            | Spacewatch                                             |
| 241572              | 1995 OM13              | 22 de juliol de 1995   | Kitt Peak            | Spacewatch                                             |
| 241573              | 1995 QE9               | 28 d'agost de 1995     | Kitt Peak            | Spacewatch                                             |
| 241574              | 1995 SH17              | 18 de setembre de 1995 | Kitt Peak            | Spacewatch                                             |
| 241575              | 1995 SH21              | 19 de setembre de 1995 | Kitt Peak            | Spacewatch                                             |
| 241576              | 1995 SE31              | 20 de setembre de 1995 | Kitt Peak            | Spacewatch                                             |
| 241577              | 1995 SK31              | 21 de setembre de 1995 | Kitt Peak            | Spacewatch                                             |
| 241578              | 1995 SH50              | 26 de setembre de 1995 | Kitt Peak            | Spacewatch                                             |
| 241579              | 1995 UX40              | 23 d'octubre de 1995   | Kitt Peak            | Spacewatch                                             |
| 241580              | 1995 YN12              | 19 de desembre de 1995 | Kitt Peak            | Spacewatch                                             |
| 241581              | 1996 RF14              | 8 de setembre de 1996  | Kitt Peak            | Spacewatch                                             |
| 241582              | 1996 RY30              | 13 de setembre de 1996 | La Silla             | Uppsala-DLR Trojan Survey                              |
| 241583              | 1996 UV3               | 31 d'octubre de 1996   | Stroncone            | A. Vagnozzi                                            |
| 241584              | 1997 CD18              | 7 de febrer de 1997    | Kitt Peak            | Spacewatch                                             |
| 241585              | 1997 JS2               | 2 de maig de 1997      | Mauna Kea            | C. Veillet                                             |
| 241586              | 1997 LT1               | 2 de juny de 1997      | Kitt Peak            | Spacewatch                                             |
| 241587              | 1997 NE2               | 3 de juliol de 1997    | Kitt Peak            | Spacewatch                                             |
| 241588              | 1997 RK1               | 1 de setembre de 1997  | Prescott             | P. G. Comba                                            |
| 241589              | 1997 SG14              | 28 de setembre de 1997 | Kitt Peak            | Spacewatch                                             |
| 241590              | 1998 BM4               | 23 de gener de 1998    | Modra                | A. Galad                                               |
| 241591              | 1998 FY24              | 20 de març de 1998     | Socorro              | LINEAR                                                 |
| 241592              | 1998 KV                | 21 de maig de 1998     | Kuma Kogen           | A. Nakamura                                            |
| 241593              | 1998 KW42              | 28 de maig de 1998     | Kitt Peak            | Spacewatch                                             |
| 241594              | 1998 TY                | 12 d'octubre de 1998   | Kitt Peak            | Spacewatch                                             |
| 241595              | 1998 WJ39              | 21 de novembre de 1998 | Kitt Peak            | Spacewatch                                             |
| 241596              | 1998 XM2               | 9 de desembre de 1998  | Socorro              | LINEAR                                                 |
| 241597              | 1998 YD16              | 22 de desembre de 1998 | Kitt Peak            | Spacewatch                                             |
| 241598              | 1999 GV28              | 7 d'abril de 1999      | Socorro              | LINEAR                                                 |
| 241599              | 1999 JA15              | 12 de maig de 1999     | Socorro              | LINEAR                                                 |
| 241600              | 1999 JV39              | 10 de maig de 1999     | Socorro              | LINEAR                                                 |

## 241601-241700
| Nom    | Designació provisional | Data de descobriment   | Lloc de descobriment | Descobridor/s          |
| ------ | ---------------------- | ---------------------- | -------------------- | ---------------------- |
| 241601 | 1999 NZ34              | 14 de juliol de 1999   | Socorro              | LINEAR                 |
| 241602 | 1999 RZ61              | 7 de setembre de 1999  | Socorro              | LINEAR                 |
| 241603 | 1999 RC110             | 8 de setembre de 1999  | Socorro              | LINEAR                 |
| 241604 | 1999 RD133             | 9 de setembre de 1999  | Socorro              | LINEAR                 |
| 241605 | 1999 RF140             | 9 de setembre de 1999  | Socorro              | LINEAR                 |
| 241606 | 1999 RX199             | 8 de setembre de 1999  | Socorro              | LINEAR                 |
| 241607 | 1999 RJ201             | 8 de setembre de 1999  | Socorro              | LINEAR                 |
| 241608 | 1999 RA224             | 7 de setembre de 1999  | Catalina             | CSS                    |
| 241609 | 1999 RZ237             | 8 de setembre de 1999  | Catalina             | CSS                    |
| 241610 | 1999 SZ13              | 29 de setembre de 1999 | Catalina             | CSS                    |
| 241611 | 1999 TO10              | 8 d'octubre de 1999    | San Marcello         | A. Boattini, L. Tesi   |
| 241612 | 1999 TN35              | 4 d'octubre de 1999    | Socorro              | LINEAR                 |
| 241613 | 1999 TT135             | 6 d'octubre de 1999    | Socorro              | LINEAR                 |
| 241614 | 1999 TT146             | 7 d'octubre de 1999    | Socorro              | LINEAR                 |
| 241615 | 1999 TB227             | 4 d'octubre de 1999    | Kitt Peak            | Spacewatch             |
| 241616 | 1999 TC239             | 4 d'octubre de 1999    | Socorro              | LINEAR                 |
| 241617 | 1999 TV266             | 3 d'octubre de 1999    | Socorro              | LINEAR                 |
| 241618 | 1999 TY271             | 3 d'octubre de 1999    | Socorro              | LINEAR                 |
| 241619 | 1999 UU9               | 31 d'octubre de 1999   | Socorro              | LINEAR                 |
| 241620 | 1999 UQ26              | 30 d'octubre de 1999   | Catalina             | CSS                    |
| 241621 | 1999 UR52              | 31 d'octubre de 1999   | Catalina             | CSS                    |
| 241622 | 1999 VL5               | 6 de novembre de 1999  | Fountain Hills       | C. W. Juels            |
| 241623 | 1999 VT19              | 11 de novembre de 1999 | Everstar             | Everstar               |
| 241624 | 1999 VU52              | 3 de novembre de 1999  | Socorro              | LINEAR                 |
| 241625 | 1999 VE63              | 4 de novembre de 1999  | Socorro              | LINEAR                 |
| 241626 | 1999 VC128             | 9 de novembre de 1999  | Kitt Peak            | Spacewatch             |
| 241627 | 1999 VV162             | 14 de novembre de 1999 | Socorro              | LINEAR                 |
| 241628 | 1999 VM164             | 14 de novembre de 1999 | Socorro              | LINEAR                 |
| 241629 | 1999 VC173             | 15 de novembre de 1999 | Socorro              | LINEAR                 |
| 241630 | 1999 VY174             | 4 de novembre de 1999  | Kitt Peak            | Spacewatch             |
| 241631 | 1999 VJ182             | 9 de novembre de 1999  | Socorro              | LINEAR                 |
| 241632 | 1999 VV188             | 15 de novembre de 1999 | Socorro              | LINEAR                 |
| 241633 | 1999 VL202             | 5 de novembre de 1999  | Kitt Peak            | Spacewatch             |
| 241634 | 1999 WA17              | 30 de novembre de 1999 | Kitt Peak            | Spacewatch             |
| 241635 | 1999 XQ                | 2 de desembre de 1999  | Kitt Peak            | Spacewatch             |
| 241636 | 1999 XR46              | 7 de desembre de 1999  | Socorro              | LINEAR                 |
| 241637 | 1999 XO114             | 11 de desembre de 1999 | Socorro              | LINEAR                 |
| 241638 | 1999 XO153             | 7 de desembre de 1999  | Socorro              | LINEAR                 |
| 241639 | 1999 XX217             | 13 de desembre de 1999 | Kitt Peak            | Spacewatch             |
| 241640 | 1999 XS249             | 6 de desembre de 1999  | Socorro              | LINEAR                 |
| 241641 | 1999 XX250             | 5 de desembre de 1999  | Kitt Peak            | Spacewatch             |
| 241642 | 2000 AH145             | 6 de gener de 2000     | Socorro              | LINEAR                 |
| 241643 | 2000 AJ206             | 3 de gener de 2000     | Kitt Peak            | Spacewatch             |
| 241644 | 2000 AN208             | 4 de gener de 2000     | Kitt Peak            | Spacewatch             |
| 241645 | 2000 DP14              | 25 de febrer de 2000   | Catalina             | CSS                    |
| 241646 | 2000 DA72              | 29 de febrer de 2000   | Socorro              | LINEAR                 |
| 241647 | 2000 EL                | 2 de març de 2000      | Prescott             | P. G. Comba            |
| 241648 | 2000 EN11              | 4 de març de 2000      | Socorro              | LINEAR                 |
| 241649 | 2000 EC140             | 9 de març de 2000      | Socorro              | LINEAR                 |
| 241650 | 2000 GO3               | 5 d'abril de 2000      | Socorro              | LINEAR                 |
| 241651 | 2000 GT152             | 6 d'abril de 2000      | Anderson Mesa        | LONEOS                 |
| 241652 | 2000 GZ175             | 2 d'abril de 2000      | Kitt Peak            | Spacewatch             |
| 241653 | 2000 HT6               | 24 d'abril de 2000     | Kitt Peak            | Spacewatch             |
| 241654 | 2000 HN22              | 29 d'abril de 2000     | Socorro              | LINEAR                 |
| 241655 | 2000 HL99              | 26 d'abril de 2000     | Anderson Mesa        | LONEOS                 |
| 241656 | 2000 JM3               | 3 de maig de 2000      | Socorro              | LINEAR                 |
| 241657 | 2000 JC7               | 6 de maig de 2000      | Ondrejov             | P. Pravec, P. Kusnirak |
| 241658 | 2000 JR10              | 9 de maig de 2000      | Socorro              | LINEAR                 |
| 241659 | 2000 JS40              | 5 de maig de 2000      | Socorro              | LINEAR                 |
| 241660 | 2000 JC46              | 7 de maig de 2000      | Socorro              | LINEAR                 |
| 241661 | 2000 JA72              | 1 de maig de 2000      | Anderson Mesa        | LONEOS                 |
| 241662 | 2000 KO44              | 30 de maig de 2000     | Socorro              | LINEAR                 |
| 241663 | 2000 LJ4               | 4 de juny de 2000      | Socorro              | LINEAR                 |
| 241664 | 2000 ON8               | 23 de juliol de 2000   | Socorro              | LINEAR                 |
| 241665 | 2000 OO26              | 23 de juliol de 2000   | Socorro              | LINEAR                 |
| 241666 | 2000 OE38              | 30 de juliol de 2000   | Socorro              | LINEAR                 |
| 241667 | 2000 OG39              | 30 de juliol de 2000   | Socorro              | LINEAR                 |
| 241668 | 2000 OQ58              | 29 de juliol de 2000   | Anderson Mesa        | LONEOS                 |
| 241669 | 2000 OS68              | 29 de juliol de 2000   | Anderson Mesa        | LONEOS                 |
| 241670 | 2000 PH12              | 2 d'agost de 2000      | Socorro              | LINEAR                 |
| 241671 | 2000 QZ21              | 24 d'agost de 2000     | Socorro              | LINEAR                 |
| 241672 | 2000 QT62              | 28 d'agost de 2000     | Socorro              | LINEAR                 |
| 241673 | 2000 QG70              | 26 d'agost de 2000     | Socorro              | LINEAR                 |
| 241674 | 2000 QA77              | 24 d'agost de 2000     | Socorro              | LINEAR                 |
| 241675 | 2000 QE77              | 24 d'agost de 2000     | Socorro              | LINEAR                 |
| 241676 | 2000 QW158             | 31 d'agost de 2000     | Socorro              | LINEAR                 |
| 241677 | 2000 QG161             | 31 d'agost de 2000     | Socorro              | LINEAR                 |
| 241678 | 2000 QW169             | 31 d'agost de 2000     | Socorro              | LINEAR                 |
| 241679 | 2000 QF186             | 26 d'agost de 2000     | Socorro              | LINEAR                 |
| 241680 | 2000 QZ210             | 31 d'agost de 2000     | Socorro              | LINEAR                 |
| 241681 | 2000 RX8               | 1 de setembre de 2000  | River Oaks           | W. Holliday            |
| 241682 | 2000 RD21              | 1 de setembre de 2000  | Socorro              | LINEAR                 |
| 241683 | 2000 RP79              | 1 de setembre de 2000  | Socorro              | LINEAR                 |
| 241684 | 2000 RV86              | 2 de setembre de 2000  | Anderson Mesa        | LONEOS                 |
| 241685 | 2000 RW87              | 2 de setembre de 2000  | Anderson Mesa        | LONEOS                 |
| 241686 | 2000 RV98              | 5 de setembre de 2000  | Anderson Mesa        | LONEOS                 |
| 241687 | 2000 SZ16              | 23 de setembre de 2000 | Socorro              | LINEAR                 |
| 241688 | 2000 SF26              | 23 de setembre de 2000 | Socorro              | LINEAR                 |
| 241689 | 2000 SO50              | 23 de setembre de 2000 | Socorro              | LINEAR                 |
| 241690 | 2000 SK53              | 24 de setembre de 2000 | Socorro              | LINEAR                 |
| 241691 | 2000 SP70              | 24 de setembre de 2000 | Socorro              | LINEAR                 |
| 241692 | 2000 SP97              | 23 de setembre de 2000 | Socorro              | LINEAR                 |
| 241693 | 2000 SK99              | 23 de setembre de 2000 | Socorro              | LINEAR                 |
| 241694 | 2000 SU105             | 24 de setembre de 2000 | Socorro              | LINEAR                 |
| 241695 | 2000 SL136             | 23 de setembre de 2000 | Socorro              | LINEAR                 |
| 241696 | 2000 SD139             | 23 de setembre de 2000 | Socorro              | LINEAR                 |
| 241697 | 2000 SG139             | 23 de setembre de 2000 | Socorro              | LINEAR                 |
| 241698 | 2000 SK166             | 23 de setembre de 2000 | Socorro              | LINEAR                 |
| 241699 | 2000 SO168             | 23 de setembre de 2000 | Socorro              | LINEAR                 |
| 241700 | 2000 SV175             | 28 de setembre de 2000 | Socorro              | LINEAR                 |

## 241701-241800
| Nom    | Designació provisional | Data de descobriment   | Lloc de descobriment | Descobridor/s |
| ------ | ---------------------- | ---------------------- | -------------------- | ------------- |
| 241701 | 2000 SK191             | 24 de setembre de 2000 | Socorro              | LINEAR        |
| 241702 | 2000 SQ231             | 24 de setembre de 2000 | Socorro              | LINEAR        |
| 241703 | 2000 ST267             | 27 de setembre de 2000 | Socorro              | LINEAR        |
| 241704 | 2000 SD270             | 27 de setembre de 2000 | Socorro              | LINEAR        |
| 241705 | 2000 SA305             | 30 de setembre de 2000 | Socorro              | LINEAR        |
| 241706 | 2000 SK340             | 24 de setembre de 2000 | Socorro              | LINEAR        |
| 241707 | 2000 SS348             | 30 de setembre de 2000 | Anderson Mesa        | LONEOS        |
| 241708 | 2000 SD352             | 30 de setembre de 2000 | Anderson Mesa        | LONEOS        |
| 241709 | 2000 SQ360             | 26 de setembre de 2000 | Haleakala            | NEAT          |
| 241710 | 2000 SF367             | 21 de setembre de 2000 | Kitt Peak            | Spacewatch    |
| 241711 | 2000 TD                | 1 d'octubre de 2000    | Prescott             | P. G. Comba   |
| 241712 | 2000 TP2               | 1 d'octubre de 2000    | Socorro              | LINEAR        |
| 241713 | 2000 TJ22              | 3 d'octubre de 2000    | Socorro              | LINEAR        |
| 241714 | 2000 TX27              | 3 d'octubre de 2000    | Socorro              | LINEAR        |
| 241715 | 2000 TP63              | 3 d'octubre de 2000    | Socorro              | LINEAR        |
| 241716 | 2000 UO10              | 24 d'octubre de 2000   | Socorro              | LINEAR        |
| 241717 | 2000 UM26              | 24 d'octubre de 2000   | Socorro              | LINEAR        |
| 241718 | 2000 UC35              | 24 d'octubre de 2000   | Socorro              | LINEAR        |
| 241719 | 2000 UN41              | 24 d'octubre de 2000   | Socorro              | LINEAR        |
| 241720 | 2000 UZ43              | 24 d'octubre de 2000   | Socorro              | LINEAR        |
| 241721 | 2000 UF53              | 24 d'octubre de 2000   | Socorro              | LINEAR        |
| 241722 | 2000 UA75              | 31 d'octubre de 2000   | Socorro              | LINEAR        |
| 241723 | 2000 UL92              | 25 d'octubre de 2000   | Socorro              | LINEAR        |
| 241724 | 2000 UU114             | 25 d'octubre de 2000   | Socorro              | LINEAR        |
| 241725 | 2000 VM                | 1 de novembre de 2000  | Kitt Peak            | Spacewatch    |
| 241726 | 2000 VE7               | 1 de novembre de 2000  | Socorro              | LINEAR        |
| 241727 | 2000 VS24              | 1 de novembre de 2000  | Socorro              | LINEAR        |
| 241728 | 2000 VL35              | 1 de novembre de 2000  | Socorro              | LINEAR        |
| 241729 | 2000 VG42              | 1 de novembre de 2000  | Socorro              | LINEAR        |
| 241730 | 2000 VE50              | 2 de novembre de 2000  | Socorro              | LINEAR        |
| 241731 | 2000 VL58              | 2 de novembre de 2000  | Socorro              | LINEAR        |
| 241732 | 2000 WG2               | 17 de novembre de 2000 | Socorro              | LINEAR        |
| 241733 | 2000 WN93              | 21 de novembre de 2000 | Socorro              | LINEAR        |
| 241734 | 2000 WV93              | 21 de novembre de 2000 | Socorro              | LINEAR        |
| 241735 | 2000 WS131             | 20 de novembre de 2000 | Anderson Mesa        | LONEOS        |
| 241736 | 2000 WC136             | 20 de novembre de 2000 | Socorro              | LINEAR        |
| 241737 | 2000 WD141             | 19 de novembre de 2000 | Socorro              | LINEAR        |
| 241738 | 2000 WM188             | 18 de novembre de 2000 | Anderson Mesa        | LONEOS        |
| 241739 | 2000 XR8               | 1 de desembre de 2000  | Socorro              | LINEAR        |
| 241740 | 2000 XF22              | 4 de desembre de 2000  | Socorro              | LINEAR        |
| 241741 | 2000 XK36              | 5 de desembre de 2000  | Socorro              | LINEAR        |
| 241742 | 2000 YD11              | 22 de desembre de 2000 | Socorro              | LINEAR        |
| 241743 | 2000 YB46              | 30 de desembre de 2000 | Socorro              | LINEAR        |
| 241744 | 2000 YR64              | 27 de desembre de 2000 | Kitt Peak            | Spacewatch    |
| 241745 | 2000 YX71              | 30 de desembre de 2000 | Socorro              | LINEAR        |
| 241746 | 2000 YY84              | 30 de desembre de 2000 | Socorro              | LINEAR        |
| 241747 | 2001 AB27              | 5 de gener de 2001     | Socorro              | LINEAR        |
| 241748 | 2001 AB30              | 4 de gener de 2001     | Socorro              | LINEAR        |
| 241749 | 2001 AA41              | 3 de gener de 2001     | Anderson Mesa        | LONEOS        |
| 241750 | 2001 BV8               | 19 de gener de 2001    | Socorro              | LINEAR        |
| 241751 | 2001 BD11              | 16 de gener de 2001    | Haleakala            | NEAT          |
| 241752 | 2001 BD40              | 21 de gener de 2001    | Socorro              | LINEAR        |
| 241753 | 2001 BC43              | 19 de gener de 2001    | Socorro              | LINEAR        |
| 241754 | 2001 CA1               | 1 de febrer de 2001    | Socorro              | LINEAR        |
| 241755 | 2001 CB34              | 13 de febrer de 2001   | Socorro              | LINEAR        |
| 241756 | 2001 DD18              | 16 de febrer de 2001   | Socorro              | LINEAR        |
| 241757 | 2001 DO27              | 17 de febrer de 2001   | Socorro              | LINEAR        |
| 241758 | 2001 DD31              | 17 de febrer de 2001   | Socorro              | LINEAR        |
| 241759 | 2001 DT35              | 19 de febrer de 2001   | Socorro              | LINEAR        |
| 241760 | 2001 DO62              | 19 de febrer de 2001   | Socorro              | LINEAR        |
| 241761 | 2001 DP79              | 20 de febrer de 2001   | Haleakala            | NEAT          |
| 241762 | 2001 DJ102             | 16 de febrer de 2001   | Socorro              | LINEAR        |
| 241763 | 2001 FG58              | 19 de març de 2001     | Socorro              | LINEAR        |
| 241764 | 2001 FR67              | 19 de març de 2001     | Socorro              | LINEAR        |
| 241765 | 2001 FG97              | 16 de març de 2001     | Socorro              | LINEAR        |
| 241766 | 2001 FQ101             | 17 de març de 2001     | Socorro              | LINEAR        |
| 241767 | 2001 FL123             | 23 de març de 2001     | Anderson Mesa        | LONEOS        |
| 241768 | 2001 FP171             | 24 de març de 2001     | Haleakala            | NEAT          |
| 241769 | 2001 FW171             | 24 de març de 2001     | Haleakala            | NEAT          |
| 241770 | 2001 FA180             | 20 de març de 2001     | Anderson Mesa        | LONEOS        |
| 241771 | 2001 HD3               | 17 d'abril de 2001     | Socorro              | LINEAR        |
| 241772 | 2001 HD40              | 30 d'abril de 2001     | Kitt Peak            | Spacewatch    |
| 241773 | 2001 JA2               | 15 de maig de 2001     | Kitt Peak            | Spacewatch    |
| 241774 | 2001 KD                | 16 de maig de 2001     | Socorro              | LINEAR        |
| 241775 | 2001 KE51              | 24 de maig de 2001     | Socorro              | LINEAR        |
| 241776 | 2001 MM6               | 21 de juny de 2001     | Palomar              | NEAT          |
| 241777 | 2001 NC9               | 13 de juliol de 2001   | Palomar              | NEAT          |
| 241778 | 2001 NV14              | 13 de juliol de 2001   | Palomar              | NEAT          |
| 241779 | 2001 NG15              | 13 de juliol de 2001   | Palomar              | NEAT          |
| 241780 | 2001 OK                | 17 de juliol de 2001   | Badlands             | Badlands      |
| 241781 | 2001 OJ21              | 21 de juliol de 2001   | Anderson Mesa        | LONEOS        |
| 241782 | 2001 OG31              | 19 de juliol de 2001   | Palomar              | NEAT          |
| 241783 | 2001 OX87              | 31 de juliol de 2001   | Palomar              | NEAT          |
| 241784 | 2001 OU90              | 25 de juliol de 2001   | Haleakala            | NEAT          |
| 241785 | 2001 OJ103             | 29 de juliol de 2001   | Socorro              | LINEAR        |
| 241786 | 2001 PR5               | 10 d'agost de 2001     | Palomar              | NEAT          |
| 241787 | 2001 PE13              | 12 d'agost de 2001     | Ondrejov             | P. Kusnirak   |
| 241788 | 2001 PS34              | 10 d'agost de 2001     | Palomar              | NEAT          |
| 241789 | 2001 PP35              | 11 d'agost de 2001     | Palomar              | NEAT          |
| 241790 | 2001 PN40              | 11 d'agost de 2001     | Palomar              | NEAT          |
| 241791 | 2001 PB51              | 15 d'agost de 2001     | Bergisch Gladbac     | W. Bickel     |
| 241792 | 2001 PN58              | 14 d'agost de 2001     | Haleakala            | NEAT          |
| 241793 | 2001 QG6               | 16 d'agost de 2001     | Socorro              | LINEAR        |
| 241794 | 2001 QK61              | 16 d'agost de 2001     | Socorro              | LINEAR        |
| 241795 | 2001 QQ110             | 24 d'agost de 2001     | Ondrejov             | P. Kusnirak   |
| 241796 | 2001 QT190             | 22 d'agost de 2001     | Socorro              | LINEAR        |
| 241797 | 2001 QV190             | 22 d'agost de 2001     | Socorro              | LINEAR        |
| 241798 | 2001 QO192             | 22 d'agost de 2001     | Socorro              | LINEAR        |
| 241799 | 2001 QR196             | 22 d'agost de 2001     | Socorro              | LINEAR        |
| 241800 | 2001 QM199             | 22 d'agost de 2001     | Palomar              | NEAT          |

## 241801-241900
| Nom    | Designació provisional | Data de descobriment   | Lloc de descobriment | Descobridor/s  |
| ------ | ---------------------- | ---------------------- | -------------------- | -------------- |
| 241801 | 2001 QA227             | 24 d'agost de 2001     | Anderson Mesa        | LONEOS         |
| 241802 | 2001 QA259             | 25 d'agost de 2001     | Socorro              | LINEAR         |
| 241803 | 2001 QG274             | 19 d'agost de 2001     | Socorro              | LINEAR         |
| 241804 | 2001 QW282             | 19 d'agost de 2001     | Haleakala            | NEAT           |
| 241805 | 2001 QA328             | 21 d'agost de 2001     | Cerro Tololo         | Cerro Tololo   |
| 241806 | 2001 QW333             | 19 d'agost de 2001     | Socorro              | LINEAR         |
| 241807 | 2001 RQ2               | 8 de setembre de 2001  | Goodricke-Pigott     | R. A. Tucker   |
| 241808 | 2001 RH9               | 8 de setembre de 2001  | Socorro              | LINEAR         |
| 241809 | 2001 RA16              | 10 de setembre de 2001 | Socorro              | LINEAR         |
| 241810 | 2001 RJ40              | 10 de setembre de 2001 | Socorro              | LINEAR         |
| 241811 | 2001 RW40              | 11 de setembre de 2001 | Socorro              | LINEAR         |
| 241812 | 2001 RH102             | 12 de setembre de 2001 | Socorro              | LINEAR         |
| 241813 | 2001 RR108             | 12 de setembre de 2001 | Socorro              | LINEAR         |
| 241814 | 2001 RB152             | 11 de setembre de 2001 | Anderson Mesa        | LONEOS         |
| 241815 | 2001 RV154             | 12 de setembre de 2001 | Socorro              | LINEAR         |
| 241816 | 2001 SA33              | 16 de setembre de 2001 | Socorro              | LINEAR         |
| 241817 | 2001 SH39              | 16 de setembre de 2001 | Socorro              | LINEAR         |
| 241818 | 2001 SR67              | 17 de setembre de 2001 | Socorro              | LINEAR         |
| 241819 | 2001 SW75              | 19 de setembre de 2001 | Anderson Mesa        | LONEOS         |
| 241820 | 2001 SY87              | 20 de setembre de 2001 | Socorro              | LINEAR         |
| 241821 | 2001 SZ92              | 20 de setembre de 2001 | Socorro              | LINEAR         |
| 241822 | 2001 SX107             | 20 de setembre de 2001 | Socorro              | LINEAR         |
| 241823 | 2001 SS135             | 16 de setembre de 2001 | Socorro              | LINEAR         |
| 241824 | 2001 SV142             | 16 de setembre de 2001 | Socorro              | LINEAR         |
| 241825 | 2001 SH170             | 16 de setembre de 2001 | Socorro              | LINEAR         |
| 241826 | 2001 SL209             | 19 de setembre de 2001 | Socorro              | LINEAR         |
| 241827 | 2001 SR209             | 19 de setembre de 2001 | Socorro              | LINEAR         |
| 241828 | 2001 SF214             | 19 de setembre de 2001 | Socorro              | LINEAR         |
| 241829 | 2001 SP220             | 19 de setembre de 2001 | Socorro              | LINEAR         |
| 241830 | 2001 SK233             | 19 de setembre de 2001 | Socorro              | LINEAR         |
| 241831 | 2001 SL236             | 19 de setembre de 2001 | Socorro              | LINEAR         |
| 241832 | 2001 SD238             | 19 de setembre de 2001 | Socorro              | LINEAR         |
| 241833 | 2001 SR259             | 20 de setembre de 2001 | Socorro              | LINEAR         |
| 241834 | 2001 SB290             | 29 de setembre de 2001 | Palomar              | NEAT           |
| 241835 | 2001 SX293             | 19 de setembre de 2001 | Socorro              | LINEAR         |
| 241836 | 2001 SN295             | 20 de setembre de 2001 | Socorro              | LINEAR         |
| 241837 | 2001 SY313             | 21 de setembre de 2001 | Socorro              | LINEAR         |
| 241838 | 2001 SZ318             | 21 de setembre de 2001 | Socorro              | LINEAR         |
| 241839 | 2001 SO339             | 21 de setembre de 2001 | Anderson Mesa        | LONEOS         |
| 241840 | 2001 SR341             | 21 de setembre de 2001 | Palomar              | NEAT           |
| 241841 | 2001 SW341             | 21 de setembre de 2001 | Anderson Mesa        | LONEOS         |
| 241842 | 2001 SY346             | 25 de setembre de 2001 | Socorro              | LINEAR         |
| 241843 | 2001 TY10              | 13 d'octubre de 2001   | Socorro              | LINEAR         |
| 241844 | 2001 TY12              | 11 d'octubre de 2001   | Socorro              | LINEAR         |
| 241845 | 2001 TH14              | 6 d'octubre de 2001    | Palomar              | NEAT           |
| 241846 | 2001 TK34              | 14 d'octubre de 2001   | Socorro              | LINEAR         |
| 241847 | 2001 TY54              | 14 d'octubre de 2001   | Socorro              | LINEAR         |
| 241848 | 2001 TK67              | 13 d'octubre de 2001   | Socorro              | LINEAR         |
| 241849 | 2001 TB86              | 14 d'octubre de 2001   | Socorro              | LINEAR         |
| 241850 | 2001 TH86              | 14 d'octubre de 2001   | Socorro              | LINEAR         |
| 241851 | 2001 TE92              | 14 d'octubre de 2001   | Socorro              | LINEAR         |
| 241852 | 2001 TL94              | 14 d'octubre de 2001   | Socorro              | LINEAR         |
| 241853 | 2001 TQ98              | 14 d'octubre de 2001   | Socorro              | LINEAR         |
| 241854 | 2001 TL104             | 15 d'octubre de 2001   | Desert Eagle         | W. K. Y. Yeung |
| 241855 | 2001 TM109             | 14 d'octubre de 2001   | Socorro              | LINEAR         |
| 241856 | 2001 TT119             | 15 d'octubre de 2001   | Socorro              | LINEAR         |
| 241857 | 2001 TQ134             | 13 d'octubre de 2001   | Palomar              | NEAT           |
| 241858 | 2001 TF171             | 15 d'octubre de 2001   | Palomar              | NEAT           |
| 241859 | 2001 TX171             | 13 d'octubre de 2001   | Anderson Mesa        | LONEOS         |
| 241860 | 2001 TH178             | 14 d'octubre de 2001   | Socorro              | LINEAR         |
| 241861 | 2001 TX178             | 14 d'octubre de 2001   | Socorro              | LINEAR         |
| 241862 | 2001 TE184             | 14 d'octubre de 2001   | Socorro              | LINEAR         |
| 241863 | 2001 TG184             | 14 d'octubre de 2001   | Socorro              | LINEAR         |
| 241864 | 2001 TL202             | 11 d'octubre de 2001   | Socorro              | LINEAR         |
| 241865 | 2001 TX202             | 11 d'octubre de 2001   | Socorro              | LINEAR         |
| 241866 | 2001 TA210             | 13 d'octubre de 2001   | Palomar              | NEAT           |
| 241867 | 2001 TW214             | 13 d'octubre de 2001   | Palomar              | NEAT           |
| 241868 | 2001 TY222             | 14 d'octubre de 2001   | Socorro              | LINEAR         |
| 241869 | 2001 TW224             | 14 d'octubre de 2001   | Socorro              | LINEAR         |
| 241870 | 2001 TW232             | 15 d'octubre de 2001   | Kitt Peak            | Spacewatch     |
| 241871 | 2001 UL8               | 17 d'octubre de 2001   | Socorro              | LINEAR         |
| 241872 | 2001 UR27              | 23 d'octubre de 2001   | Socorro              | LINEAR         |
| 241873 | 2001 UP56              | 17 d'octubre de 2001   | Socorro              | LINEAR         |
| 241874 | 2001 UW89              | 21 d'octubre de 2001   | Kitt Peak            | Spacewatch     |
| 241875 | 2001 UB92              | 18 d'octubre de 2001   | Palomar              | NEAT           |
| 241876 | 2001 UL121             | 22 d'octubre de 2001   | Socorro              | LINEAR         |
| 241877 | 2001 UJ137             | 23 d'octubre de 2001   | Socorro              | LINEAR         |
| 241878 | 2001 UR164             | 19 d'octubre de 2001   | Palomar              | NEAT           |
| 241879 | 2001 UC185             | 17 d'octubre de 2001   | Palomar              | NEAT           |
| 241880 | 2001 UZ201             | 19 d'octubre de 2001   | Palomar              | NEAT           |
| 241881 | 2001 UD211             | 21 d'octubre de 2001   | Socorro              | LINEAR         |
| 241882 | 2001 VJ8               | 9 de novembre de 2001  | Socorro              | LINEAR         |
| 241883 | 2001 VC31              | 9 de novembre de 2001  | Socorro              | LINEAR         |
| 241884 | 2001 VB34              | 9 de novembre de 2001  | Socorro              | LINEAR         |
| 241885 | 2001 VK45              | 9 de novembre de 2001  | Socorro              | LINEAR         |
| 241886 | 2001 VX46              | 9 de novembre de 2001  | Socorro              | LINEAR         |
| 241887 | 2001 VK56              | 10 de novembre de 2001 | Socorro              | LINEAR         |
| 241888 | 2001 VM91              | 15 de novembre de 2001 | Socorro              | LINEAR         |
| 241889 | 2001 VA96              | 15 de novembre de 2001 | Socorro              | LINEAR         |
| 241890 | 2001 VR108             | 12 de novembre de 2001 | Socorro              | LINEAR         |
| 241891 | 2001 WD6               | 17 de novembre de 2001 | Socorro              | LINEAR         |
| 241892 | 2001 WR10              | 17 de novembre de 2001 | Socorro              | LINEAR         |
| 241893 | 2001 WF12              | 17 de novembre de 2001 | Socorro              | LINEAR         |
| 241894 | 2001 WM27              | 17 de novembre de 2001 | Socorro              | LINEAR         |
| 241895 | 2001 WF43              | 18 de novembre de 2001 | Socorro              | LINEAR         |
| 241896 | 2001 WQ72              | 20 de novembre de 2001 | Socorro              | LINEAR         |
| 241897 | 2001 XQ10              | 10 de desembre de 2001 | Socorro              | LINEAR         |
| 241898 | 2001 XL72              | 11 de desembre de 2001 | Socorro              | LINEAR         |
| 241899 | 2001 XE132             | 14 de desembre de 2001 | Socorro              | LINEAR         |
| 241900 | 2001 XF141             | 14 de desembre de 2001 | Socorro              | LINEAR         |

## 241901-242000
| Nom    | Designació provisional | Data de descobriment   | Lloc de descobriment | Descobridor/s  |
| ------ | ---------------------- | ---------------------- | -------------------- | -------------- |
| 241901 | 2001 XF149             | 14 de desembre de 2001 | Socorro              | LINEAR         |
| 241902 | 2001 XR187             | 14 de desembre de 2001 | Socorro              | LINEAR         |
| 241903 | 2001 XF212             | 11 de desembre de 2001 | Socorro              | LINEAR         |
| 241904 | 2001 XP213             | 11 de desembre de 2001 | Socorro              | LINEAR         |
| 241905 | 2001 XW259             | 9 de desembre de 2001  | Anderson Mesa        | LONEOS         |
| 241906 | 2001 YR86              | 18 de desembre de 2001 | Socorro              | LINEAR         |
| 241907 | 2001 YN104             | 17 de desembre de 2001 | Socorro              | LINEAR         |
| 241908 | 2001 YH142             | 17 de desembre de 2001 | Kitt Peak            | Spacewatch     |
| 241909 | 2001 YS148             | 18 de desembre de 2001 | Socorro              | LINEAR         |
| 241910 | 2002 AH12              | 10 de gener de 2002    | Campo Imperatore     | CINEOS         |
| 241911 | 2002 AV22              | 5 de gener de 2002     | Palomar              | NEAT           |
| 241912 | 2002 AE36              | 9 de gener de 2002     | Socorro              | LINEAR         |
| 241913 | 2002 AP47              | 9 de gener de 2002     | Socorro              | LINEAR         |
| 241914 | 2002 AZ54              | 9 de gener de 2002     | Socorro              | LINEAR         |
| 241915 | 2002 AK60              | 9 de gener de 2002     | Socorro              | LINEAR         |
| 241916 | 2002 AE90              | 11 de gener de 2002    | Socorro              | LINEAR         |
| 241917 | 2002 AK146             | 13 de gener de 2002    | Socorro              | LINEAR         |
| 241918 | 2002 AQ150             | 14 de gener de 2002    | Socorro              | LINEAR         |
| 241919 | 2002 AK182             | 5 de gener de 2002     | Palomar              | NEAT           |
| 241920 | 2002 AD186             | 8 de gener de 2002     | Socorro              | LINEAR         |
| 241921 | 2002 AG186             | 8 de gener de 2002     | Socorro              | LINEAR         |
| 241922 | 2002 BU                | 21 de gener de 2002    | Desert Eagle         | W. K. Y. Yeung |
| 241923 | 2002 BM23              | 23 de gener de 2002    | Socorro              | LINEAR         |
| 241924 | 2002 CH12              | 7 de febrer de 2002    | Socorro              | LINEAR         |
| 241925 | 2002 CP22              | 5 de febrer de 2002    | Palomar              | NEAT           |
| 241926 | 2002 CK23              | 5 de febrer de 2002    | Haleakala            | NEAT           |
| 241927 | 2002 CT32              | 6 de febrer de 2002    | Socorro              | LINEAR         |
| 241928 | 2002 CF33              | 6 de febrer de 2002    | Socorro              | LINEAR         |
| 241929 | 2002 CP36              | 7 de febrer de 2002    | Socorro              | LINEAR         |
| 241930 | 2002 CC38              | 7 de febrer de 2002    | Socorro              | LINEAR         |
| 241931 | 2002 CF39              | 11 de febrer de 2002   | Desert Eagle         | W. K. Y. Yeung |
| 241932 | 2002 CF46              | 8 de febrer de 2002    | Palomar              | NEAT           |
| 241933 | 2002 CO48              | 3 de febrer de 2002    | Haleakala            | NEAT           |
| 241934 | 2002 CA60              | 6 de febrer de 2002    | Socorro              | LINEAR         |
| 241935 | 2002 CN70              | 7 de febrer de 2002    | Socorro              | LINEAR         |
| 241936 | 2002 CX82              | 7 de febrer de 2002    | Socorro              | LINEAR         |
| 241937 | 2002 CG86              | 7 de febrer de 2002    | Socorro              | LINEAR         |
| 241938 | 2002 CE96              | 7 de febrer de 2002    | Socorro              | LINEAR         |
| 241939 | 2002 CB122             | 7 de febrer de 2002    | Socorro              | LINEAR         |
| 241940 | 2002 CS122             | 7 de febrer de 2002    | Socorro              | LINEAR         |
| 241941 | 2002 CY135             | 8 de febrer de 2002    | Socorro              | LINEAR         |
| 241942 | 2002 CQ136             | 8 de febrer de 2002    | Socorro              | LINEAR         |
| 241943 | 2002 CR138             | 8 de febrer de 2002    | Socorro              | LINEAR         |
| 241944 | 2002 CU147             | 10 de febrer de 2002   | Socorro              | LINEAR         |
| 241945 | 2002 CJ198             | 10 de febrer de 2002   | Socorro              | LINEAR         |
| 241946 | 2002 CR219             | 10 de febrer de 2002   | Socorro              | LINEAR         |
| 241947 | 2002 CY238             | 11 de febrer de 2002   | Socorro              | LINEAR         |
| 241948 | 2002 CV259             | 7 de febrer de 2002    | Kitt Peak            | Spacewatch     |
| 241949 | 2002 CV286             | 8 de febrer de 2002    | Anderson Mesa        | LONEOS         |
| 241950 | 2002 DA3               | 17 de febrer de 2002   | Needville            | Needville      |
| 241951 | 2002 DD3               | 19 de febrer de 2002   | Socorro              | LINEAR         |
| 241952 | 2002 DD8               | 19 de febrer de 2002   | Socorro              | LINEAR         |
| 241953 | 2002 DH11              | 20 de febrer de 2002   | Socorro              | LINEAR         |
| 241954 | 2002 ER7               | 10 de març de 2002     | Socorro              | LINEAR         |
| 241955 | 2002 ET7               | 12 de març de 2002     | Socorro              | LINEAR         |
| 241956 | 2002 ET8               | 12 de març de 2002     | Palomar              | NEAT           |
| 241957 | 2002 EO46              | 11 de març de 2002     | Haleakala            | NEAT           |
| 241958 | 2002 ED72              | 13 de març de 2002     | Socorro              | LINEAR         |
| 241959 | 2002 EE102             | 6 de març de 2002      | Socorro              | LINEAR         |
| 241960 | 2002 EK122             | 12 de març de 2002     | Palomar              | NEAT           |
| 241961 | 2002 EN148             | 15 de març de 2002     | Palomar              | NEAT           |
| 241962 | 2002 FA10              | 16 de març de 2002     | Socorro              | LINEAR         |
| 241963 | 2002 FQ28              | 20 de març de 2002     | Socorro              | LINEAR         |
| 241964 | 2002 FC35              | 20 de març de 2002     | Kitt Peak            | Spacewatch     |
| 241965 | 2002 FP36              | 20 de març de 2002     | Kitt Peak            | Spacewatch     |
| 241966 | 2002 GC4               | 9 d'abril de 2002      | Palomar              | NEAT           |
| 241967 | 2002 GO10              | 8 d'abril de 2002      | Bergisch Gladbac     | W. Bickel      |
| 241968 | 2002 GM11              | 14 d'abril de 2002     | Desert Eagle         | W. K. Y. Yeung |
| 241969 | 2002 GT63              | 8 d'abril de 2002      | Palomar              | NEAT           |
| 241970 | 2002 GY104             | 10 d'abril de 2002     | Socorro              | LINEAR         |
| 241971 | 2002 GL106             | 11 d'abril de 2002     | Anderson Mesa        | LONEOS         |
| 241972 | 2002 GB119             | 12 d'abril de 2002     | Palomar              | NEAT           |
| 241973 | 2002 GV163             | 14 d'abril de 2002     | Palomar              | NEAT           |
| 241974 | 2002 HT2               | 16 d'abril de 2002     | Socorro              | LINEAR         |
| 241975 | 2002 JZ23              | 8 de maig de 2002      | Socorro              | LINEAR         |
| 241976 | 2002 JK41              | 8 de maig de 2002      | Socorro              | LINEAR         |
| 241977 | 2002 JO46              | 9 de maig de 2002      | Socorro              | LINEAR         |
| 241978 | 2002 JC78              | 11 de maig de 2002     | Socorro              | LINEAR         |
| 241979 | 2002 JR109             | 11 de maig de 2002     | Socorro              | LINEAR         |
| 241980 | 2002 JM113             | 15 de maig de 2002     | Palomar              | NEAT           |
| 241981 | 2002 JZ139             | 10 de maig de 2002     | Palomar              | NEAT           |
| 241982 | 2002 JX145             | 15 de maig de 2002     | Palomar              | NEAT           |
| 241983 | 2002 KF                | 16 de maig de 2002     | Fountain Hills       | Fountain Hills |
| 241984 | 2002 LG                | 1 de juny de 2002      | Palomar              | NEAT           |
| 241985 | 2002 LC11              | 5 de juny de 2002      | Socorro              | LINEAR         |
| 241986 | 2002 LA47              | 15 de juny de 2002     | Socorro              | LINEAR         |
| 241987 | 2002 LB47              | 14 de juny de 2002     | Reedy Creek          | J. Broughton   |
| 241988 | 2002 LZ52              | 8 de juny de 2002      | Socorro              | LINEAR         |
| 241989 | 2002 LT59              | 8 de juny de 2002      | Socorro              | LINEAR         |
| 241990 | 2002 NN5               | 10 de juliol de 2002   | Campo Imperatore     | CINEOS         |
| 241991 | 2002 NK9               | 3 de juliol de 2002    | Palomar              | NEAT           |
| 241992 | 2002 NE21              | 9 de juliol de 2002    | Socorro              | LINEAR         |
| 241993 | 2002 NM39              | 14 de juliol de 2002   | Socorro              | LINEAR         |
| 241994 | 2002 NK42              | 14 de juliol de 2002   | Palomar              | NEAT           |
| 241995 | 2002 NS43              | 9 de juliol de 2002    | Socorro              | LINEAR         |
| 241996 | 2002 NU59              | 8 de juliol de 2002    | Palomar              | NEAT           |
| 241997 | 2002 NX67              | 4 de juliol de 2002    | Palomar              | NEAT           |
| 241998 | 2002 NB74              | 12 de juliol de 2002   | Palomar              | NEAT           |
| 241999 | 2002 OT7               | 19 de juliol de 2002   | Palomar              | NEAT           |
| 242000 | 2002 OB12              | 18 de juliol de 2002   | Socorro              | LINEAR         |